# Chaetodon
Genre
Les Chaetodon ou poissons-papillons forment un genre de poissons de la famille des Chaetodontidae dont on rencontre les espèces principalement dans les eaux tropicales de l'Indo-Pacifique.
Ce genre est de loin le plus important parmi les Chaetodontidae, avec environ 90 espèces vivantes, bien que la plupart pourraient justifier une reconnaissance en tant que genres distincts. 

## Description
Les poissons-papillons sont des poissons perciformes au corps très aplati latéralement et de silhouette ronde à ovale, parfois presque rectangulaire. Le museau est généralement allongé (la bouche est protractile avec de fines dents en brosse), et la nageoire dorsale est continue de la tête à la queue. L'extrémité antérieure des nageoires dorsale et anale peuvent arborer différentes formes, pouvant suivant les espèces être dans la parfaite continuité avec la caudale, comme s'en séparer pour former des excroissances effilées (comme chez Chaetodon auriga par exemple). Les plus grosses espèces peuvent dépasser 30 cm, alors que les plus petites ne font que quelques centimètres. Presque toutes les espèces de ce genre sont réputées pour leurs très belles couleurs, qui ont fait leur succès en aquariophilie : la robe la plus fréquente consiste en des flancs blanc argenté striés de sombre, avec des nageoires jaune vif et les yeux barrés d'une large bande noire, mais chaque espèce a ses particularités et certaines n'ont rien à voir avec ce modèle de base. 
Ces poissons vivent à faible profondeur dans les eaux tropicales de l'Indo-Pacifique, et sont notamment un des représentants les plus caractéristiques des récifs et lagons coralliens.

## Taxonomie
Le nom valide complet (avec auteur) de ce taxon est Chaetodon Linnaeus, 1758 car ce genre a été décrit par Carl von Linné dès 1758. Leur nom provient de leurs dents très fines en forme de poils. 
La création de plusieurs sous-genres a été proposée pour la séparation de ce groupe massif. Récemment, la façon dont le genre pourrait être scindé est apparue comme évidente, avec un intervalle de données sur les séquences d'ADN dans une grande partie d'accord avec SD Landmark Blum de 1988 sur l'évaluation phylogénétique de l'ostéologie.
Fondamentalement, un noyau dur autour de l'espèce type Chaetodon capistratus resterait dans le genre Chaetodon, alors peut-être 4 clades feraient scission. Celles-ci pourraient utiliser les noms Lepidochaetodon, Megaprotodon et Rabdophorus, et il y a un groupe sans nom contenant le Poisson-papillon à trois bandes (Chaetodon robustus) et ses proches. Mais la phylogénie du groupe Lepidochaetodon n'est pas pleinement établie, il est à la fois difficile de savoir si Rhombochaetodon est une lignée distincte de Exornator, et si Lepidochaetodon est en effet plus proche des Chaetodon qu'à tout autre, en particulier certains lignages autrement placés dans Megaprotodon. 
Des Prognathodes sont depuis quelque temps déplacés dans Chaetodon, et dignes d'être reconnus en tant que genre à plein temps en tout cas. Un statut de genre pour Parachaetodon et Roa est possible, mais pas suffisamment étudié pour le moment. 
Les fossiles les plus anciens qui sont  attribuées à ce jour à Chaetodon datent de la fin de l'Oligocène, il y a environ 25 millions d'années. Mais puisqu'il n'est pas facile de distinguer ce genre de parents proches, peut-être que les fossiles de l'Oligocène sont en réalité d'autres Chaetodontidae. Les fossiles de cette famille sont en effet très rares, seul Chelmon (ou un genre similaire comme Chelmonops ou Coradion) était connu au Miocène. Étant donné que même les horloges moléculaires suggèrent que les ancêtres des Chaetodon et de la lignée Chelmops, ayant divergé à l'Eocène, étaient déjà en retard, on ne peut pas s'avancer plus avant quant à la découverte de nouveaux fossiles.

### Synonymie
Chaetodon a pour synonymes :
- Anisochaetodon Klunzinger, 1884
- Cahetodon
- Chaaetodon
- Chaethodon
- Chaetodonton
- Chaetodontops Bleeker, 1876
- Chetodon
- Choetodon
- Citharoedus Kaup, 1860
- Eteira Kaup, 1860
- Exornator Nalbant, 1971
- Gonochaetodon Bleeker, 1876
- Heterochaetodon Maugé & Bauchot, 1984
- Linophora Kaup, 1860
- Loa Jordan, 1921
- Megapotodon
- Megaprotodon Guichenot, 1848
- Mesochaetodon Maugé & Bauchot, 1984
- Nalbantius Maugé & Bauchot, 1984
- Paracanthochaetodon Schmidt & Lindberg, 1930
- Rabdophorus Swainson, 1839
- Roaops Maugé & Bauchot, 1984
- Sarothrodus Gill, 1861
- Tetragonopterus Bleeker, 1863
- Tetragonoptrus Walbaum (ex Klein), 1792

## Liste des espèces
Selon FishBase (28 septembre 2014) :
- Chaetodon adiergastos Seale, 1910.
- Chaetodon andamanensis Kuiter & Debelius, 1999 — poisson-papillon d'Andaman
- Chaetodon argentatus Smith & Radcliffe, 1911.
- Chaetodon assarius Waite, 1905.
- Chaetodon aureofasciatus Macleay, 1878.
- Chaetodon auriga Forsskål, 1775 —  poisson-papillon jaune ou Poisson-papillon cocher
- Chaetodon auripes Jordan & Snyder, 1901.
- Chaetodon austriacus Rüppell, 1836 — poisson-papillon côtelé de mer Rouge
- Chaetodon baronessa Cuvier, 1829.
- Chaetodon bennetti Cuvier in Cuvier & Valenciennes, 1831 — poisson-papillon de Bennett
- Chaetodon blackburnii Desjardins, 1836.
- Chaetodon burgessi Allen & Starck, 1973.
- Chaetodon capistratus Linnaeus, 1758 — poisson-papillon à quatre yeux
- Chaetodon citrinellus Cuvier in Cuvier & Valenciennes, 1831 - Poisson-papillon citron
- Chaetodon collare Bloch, 1787. — poisson-papillon à collier
- Chaetodon daedalma Jordan & Fowler, 1902 — poisson-papillon soyeux noir
- Chaetodon declivis Randall, 1975.
- Chaetodon decussatus Cuvier, 1829.
- Chaetodon dialeucos Salm & Mee, 1989.
- Chaetodon dolosus Ahl, 1923.
- Chaetodon ephippium Cuvier in Cuvier & Valenciennes, 1831.
- Chaetodon falcula Bloch, 1795.
- Chaetodon fasciatus Forsskål, 1775 - Poisson-papillon raton-laveur.
- Chaetodon flavirostris Günther, 1874.
- Chaetodon flavocoronatus Myers, 1980.
- Chaetodon fremblii Bennett, 1828.
- Chaetodon gardineri Norman, 1939.
- Chaetodon guentheri Ahl, 1923.
- Chaetodon guttatissimus Bennett, 1833.
- Chaetodon hoefleri Steindachner, 1881.
- Chaetodon humeralis Günther, 1860.
- Chaetodon interruptus Ahl, 1923 — poisson-papillon à larme de l'océan Indien
- Chaetodon kleinii Bloch, 1790 — poisson-papillon de Klein
- Chaetodon larvatus Cuvier in Cuvier & Valenciennes, 1831 — poisson-papillon masqué de mer Rouge ou Poisson-papillon à tête orange
- Chaetodon leucopleura Playfair in Playfair & Günther, 1867.
- Chaetodon lineolatus Cuvier in Cuvier & Valenciennes, 1831 - Poisson-papillon à lignes.
- Chaetodon litus Randall & Caldwell, 1973 — poisson-papillon de l'île de Pâques
- Chaetodon lunula (Lacepède, 1802).
- Chaetodon lunulatus Quoy & Gaimard, 1825 — poisson-papillon côtelé du Pacifique
- Chaetodon madagaskariensis Ahl, 1923.
- Chaetodon marleyi Regan, 1921.
- Chaetodon melannotus Bloch & Schneider, 1801.
- Chaetodon melapterus Guichenot, 1863 — poisson-papillon d'Arabie
- Chaetodon mertensii Cuvier in Cuvier & Valenciennes, 1831.
- Chaetodon mesoleucos Forsskål, 1775.
- Chaetodon meyeri Bloch & Schneider, 1801 — poisson-papillon de Meyer
- Chaetodon miliaris Quoy & Gaimard, 1825 — poisson-papillon grains de millet
- Chaetodon mitratus Günther, 1860.
- Chaetodon modestus Temminck et Schlegel, 1844
- Chaetodon multicinctus Garrett, 1863.
- Chaetodon nigropunctatus Sauvage, 1880.
- Chaetodon nippon Steindachner et Döderlein, 1883 — poisson-papillon japonais
- Chaetodon ocellatus Bloch, 1787 - Poisson-papillon du nord
- Chaetodon ocellicaudus Cuvier in Cuvier & Valenciennes, 1831.
- Chaetodon octofasciatus Bloch, 1787.
- Chaetodon ornatissimus Cuvier in Cuvier & Valenciennes, 1831 — poisson-papillon orné
- Chaetodon oxycephalus Bleeker, 1853.
- Chaetodon paucifasciatus Ahl, 1923 - Poisson-papillon orange.
- Chaetodon pelewensis Kner, 1868.
- Chaetodon pictus Forsskål, 1775.
- Chaetodon plebeius Cuvier in Cuvier & Valenciennes, 1831 — poisson-papillon à tache bleue
- Chaetodon punctatofasciatus Cuvier in Cuvier & Valenciennes, 1831.
- Chaetodon quadrimaculatus Gray, 1831. - Chétodon à quatre taches
- Chaetodon rafflesii Anonymous [Bennett], 1830.
- Chaetodon rainfordi McCulloch, 1923.
- Chaetodon reticulatus Cuvier in Cuvier & Valenciennes, 1831.
- Chaetodon robustus Günther, 1860.
- Chaetodon sanctaehelenae Günther, 1868.
- Chaetodon sedentarius Poey, 1860 — Poisson-papillon de l'Atlantique.
- Chaetodon selene Bleeker, 1853.
- Chaetodon semeion Bleeker, 1855.
- Chaetodon semilarvatus Cuvier in Cuvier & Valenciennes, 1831 - Poisson-papillon jaune
- Chaetodon smithi Randall, 1975 — poisson-papillon de Smith
- Chaetodon speculum Cuvier in Cuvier & Valenciennes, 1831 — poisson-papillon à tache ovale
- Chaetodon striatus Linnaeus, 1758.
- Chaetodon tinkeri Schultz, 1951.
- Chaetodon triangulum Cuvier in Cuvier & Valenciennes, 1831.
- Chaetodon trichrous Günther, 1874 — poisson-papillon de Tahiti
- Chaetodon tricinctus Waite, 1901.
- Chaetodon trifascialis Quoy & Gaimard, 1825 — poisson-papillon à chevrons
- Chaetodon trifasciatus Park, 1797 — poisson-papillon à trois bandes
- Chaetodon ulietensis Cuvier in Cuvier & Valenciennes, 1831.
- Chaetodon unimaculatus Bloch, 1787 — poisson-papillon à larme du Pacifique
- Chaetodon vagabundus Linnaeus, 1758.
- Chaetodon wiebeli Kaup, 1863.
- Chaetodon xanthocephalus Bennett, 1833.—poisson-papillon à tête jaune
- Chaetodon xanthurus Bleeker, 1857.
- Chaetodon zanzibarensis Playfair in Playfair & Günther, 1867.

Selon GBIF (18 avril 2024), le genre contient également l'espèce Chaetodon festivus Desjardins, 1834.

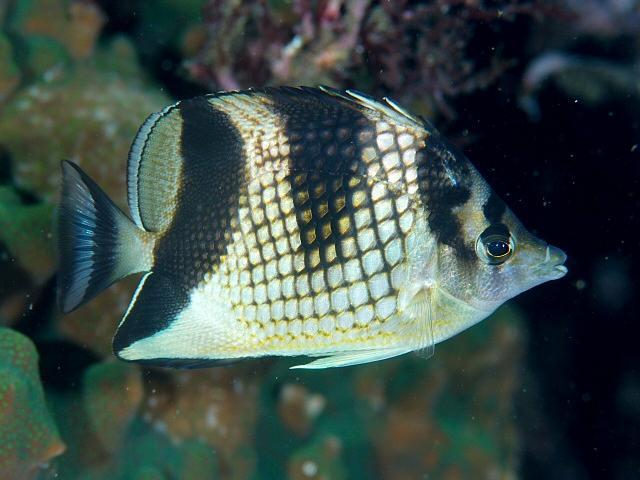
Chaetodon argentatus
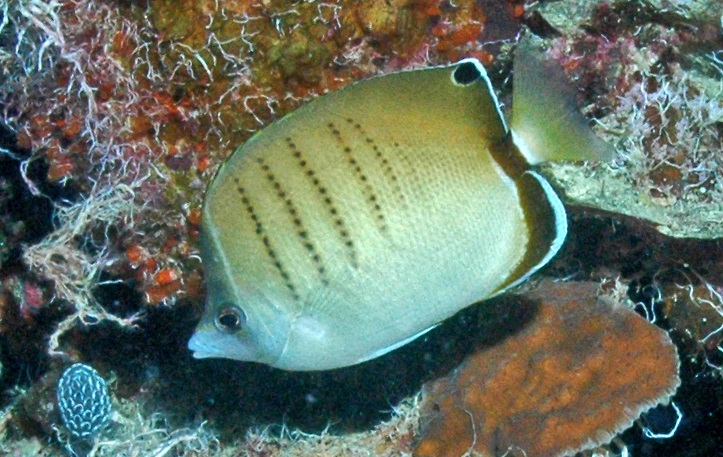
Chaetodon assarius
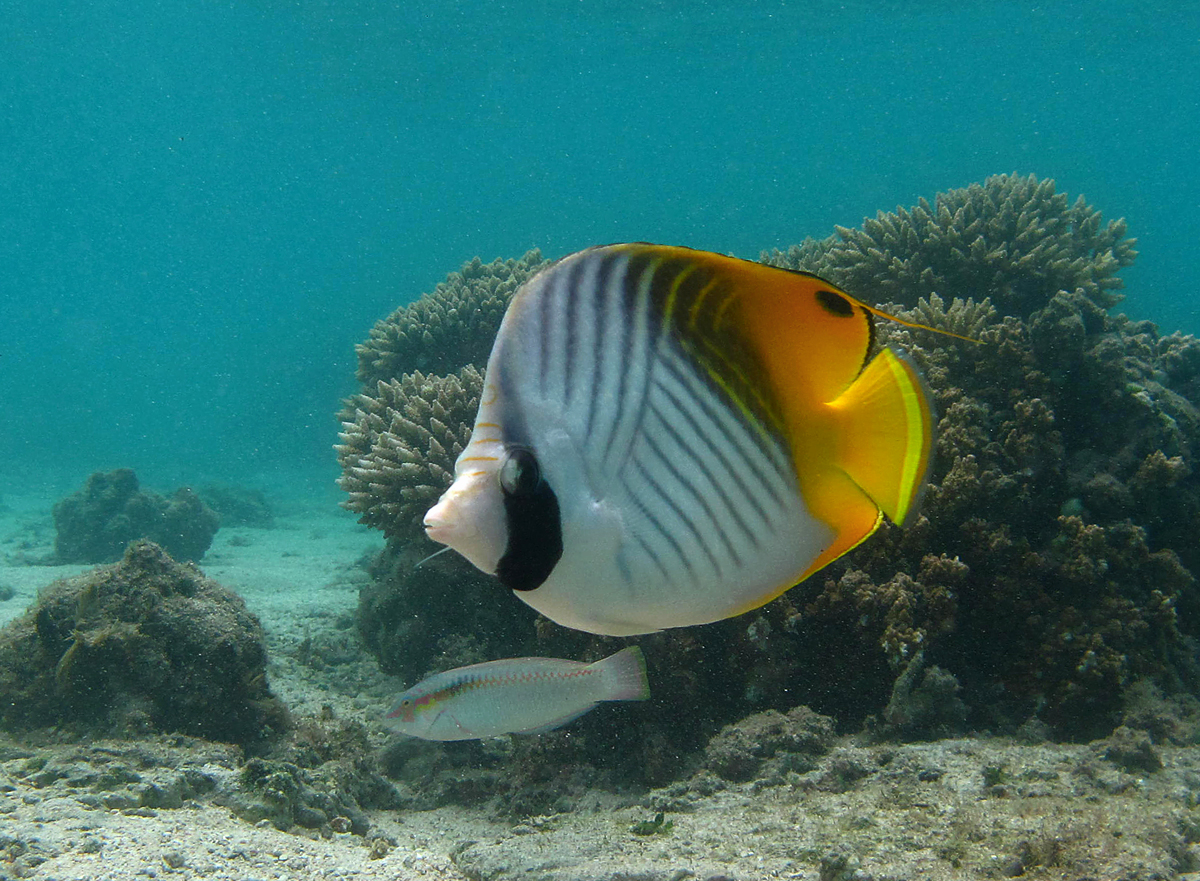
Chaetodon auriga
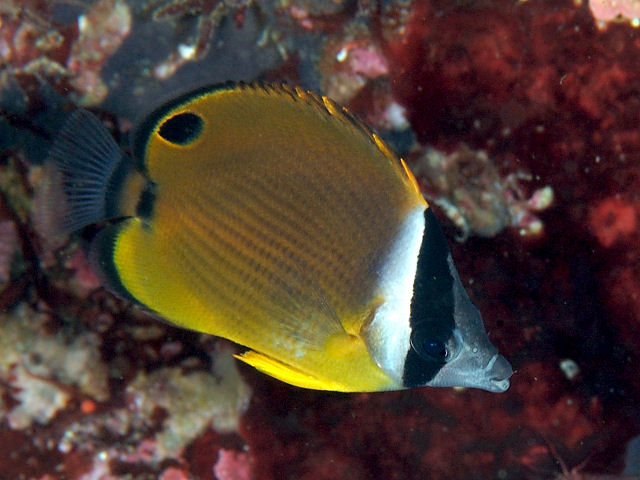
Chaetodon auripes
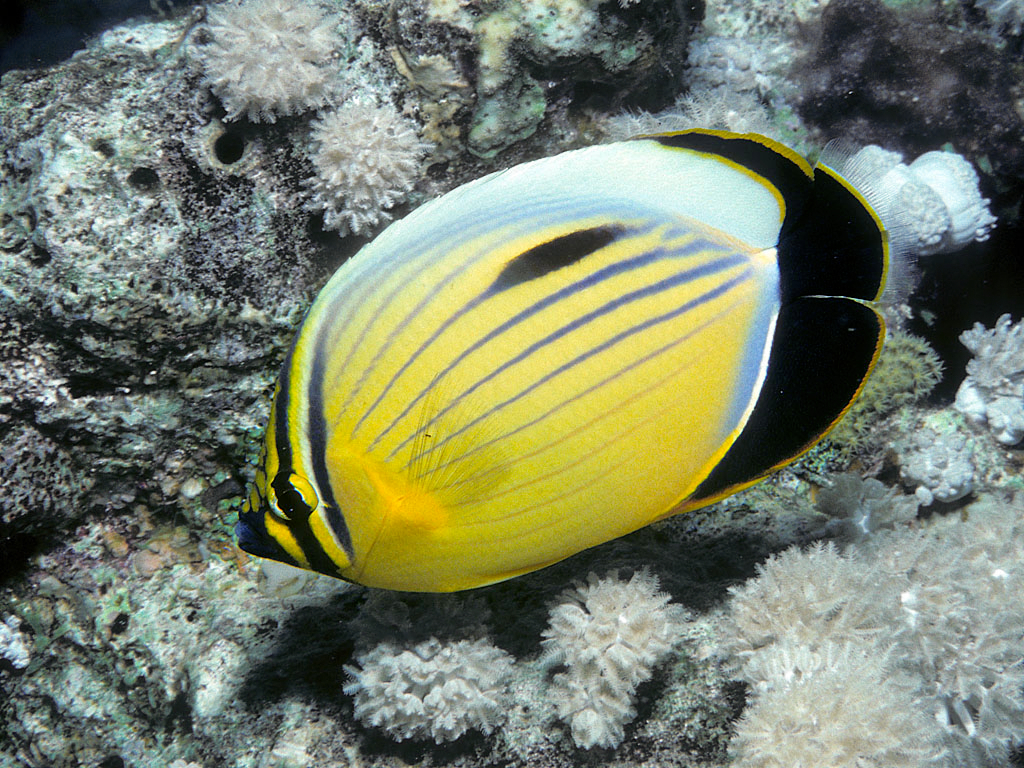
Chaetodon austriacus
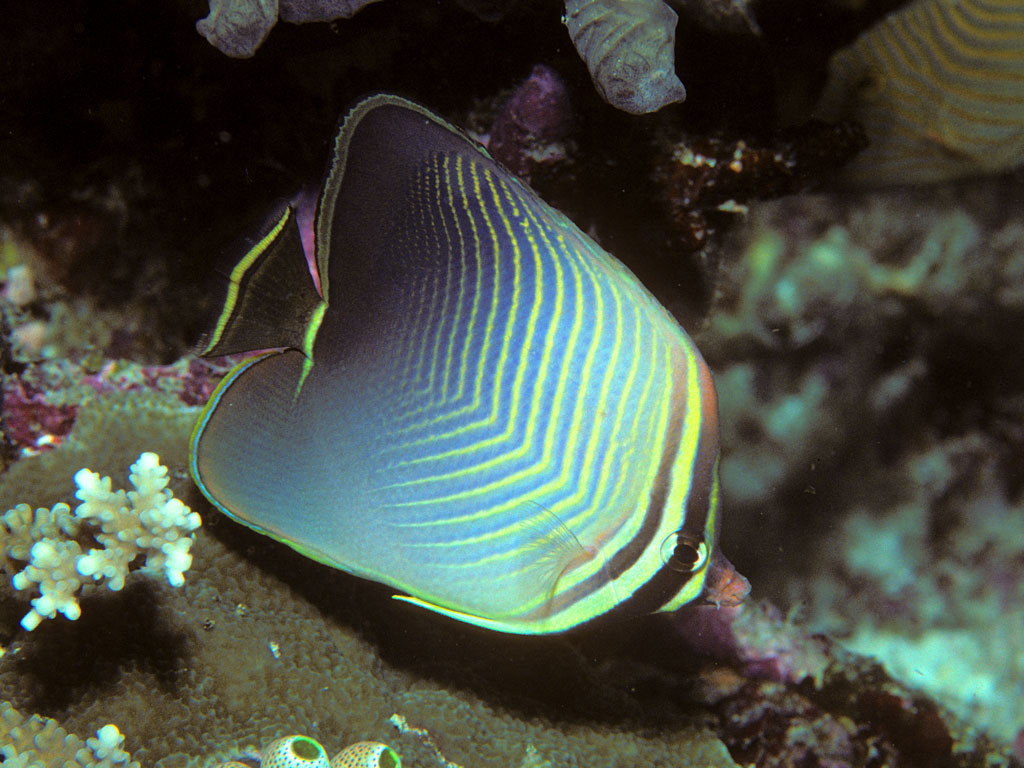
Chaetodon baronessa
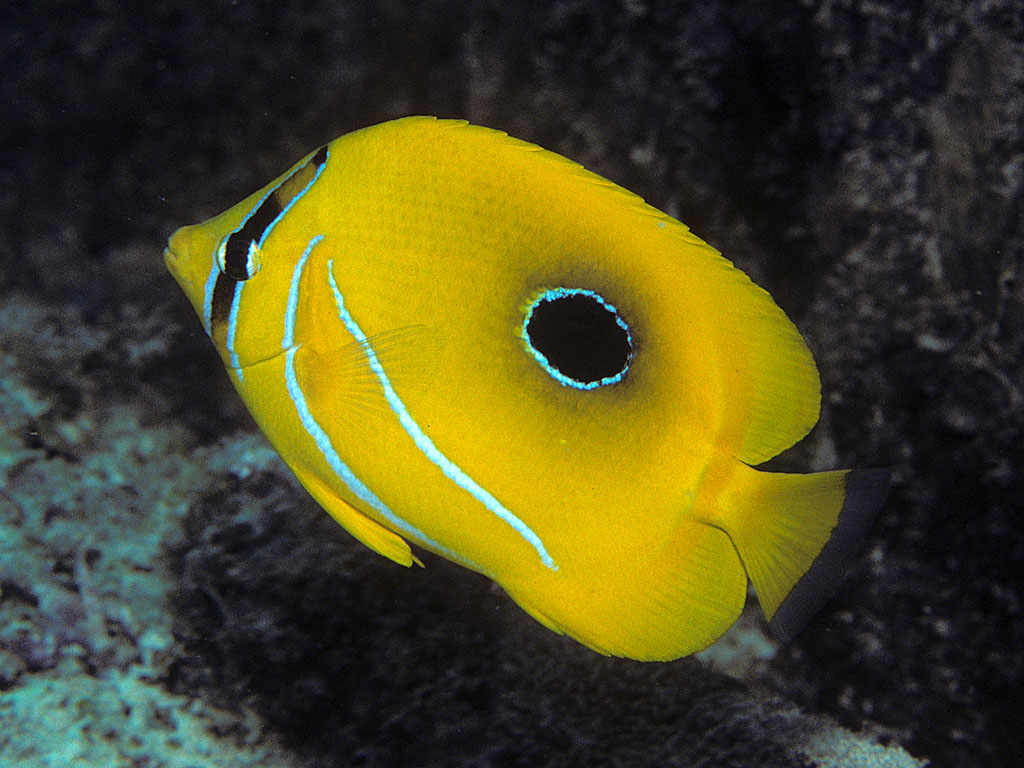
Chaetodon bennetti
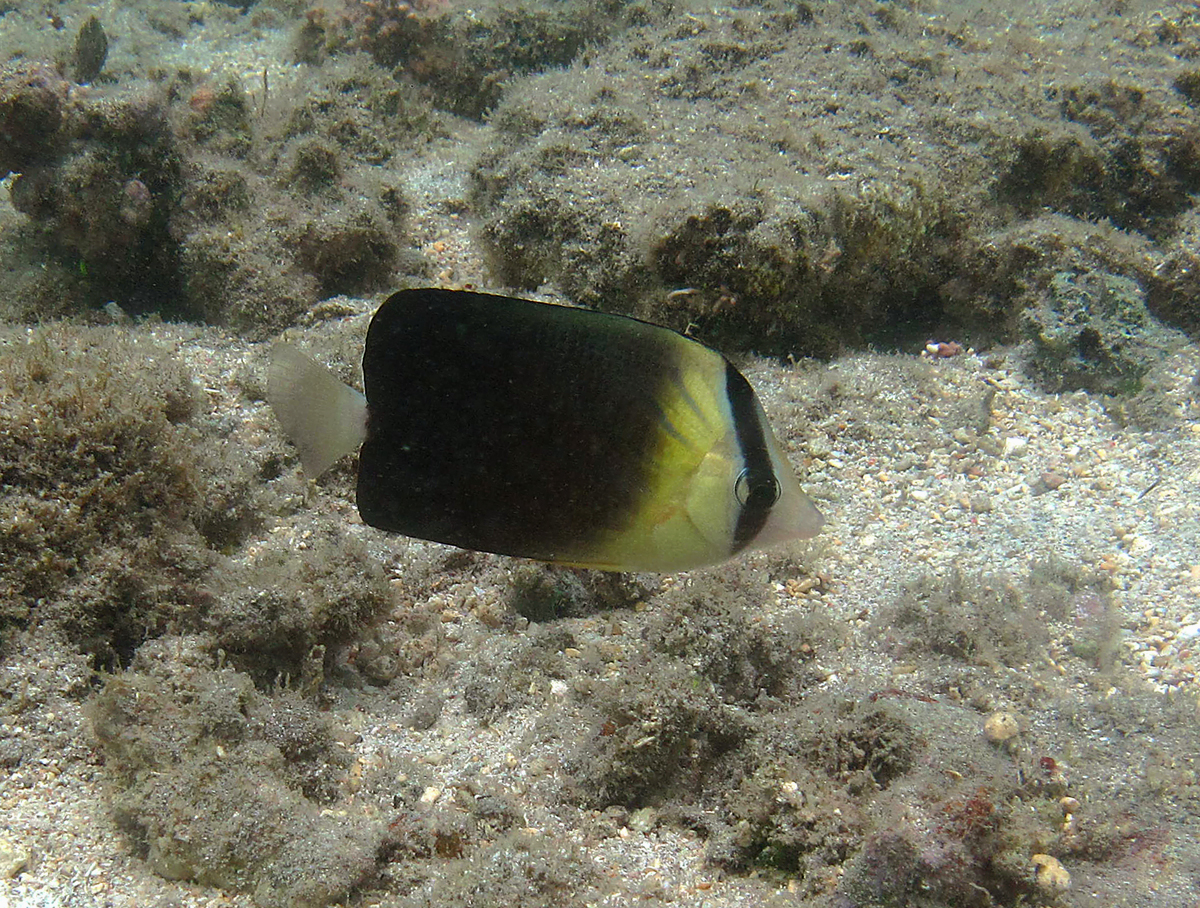
Chaetodon blackburnii
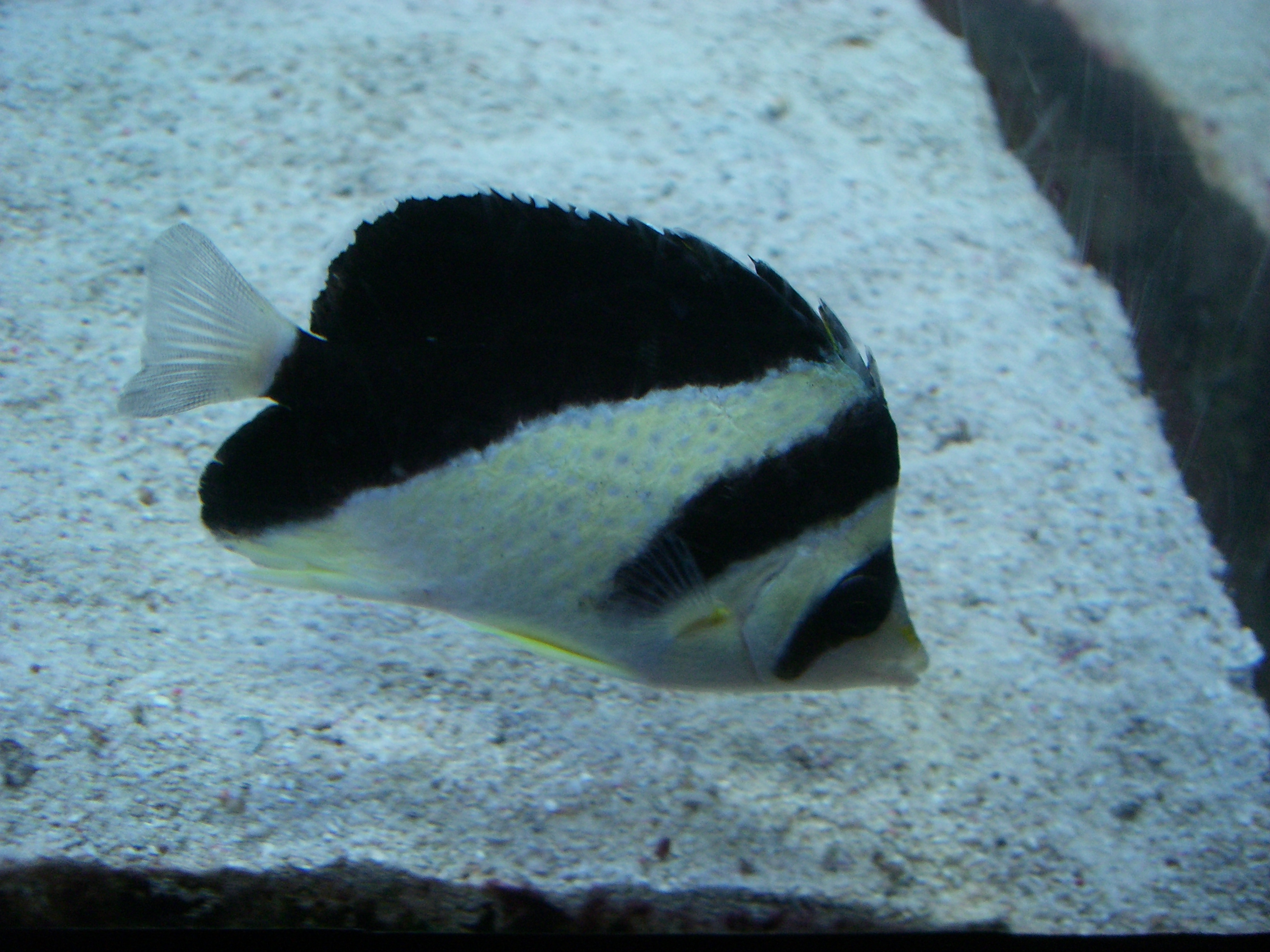
Chaetodon burgessi
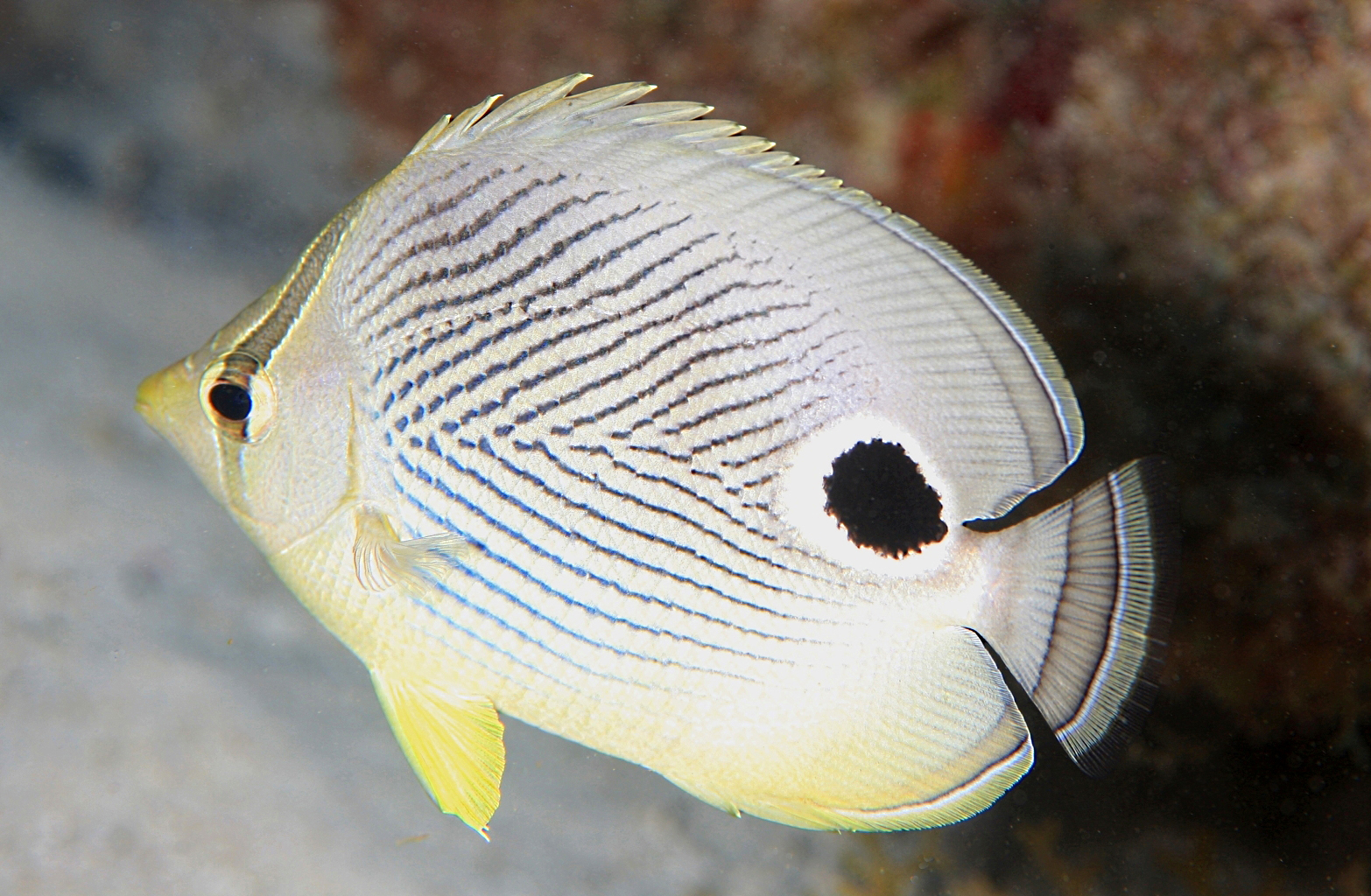
Chaetodon capistratus
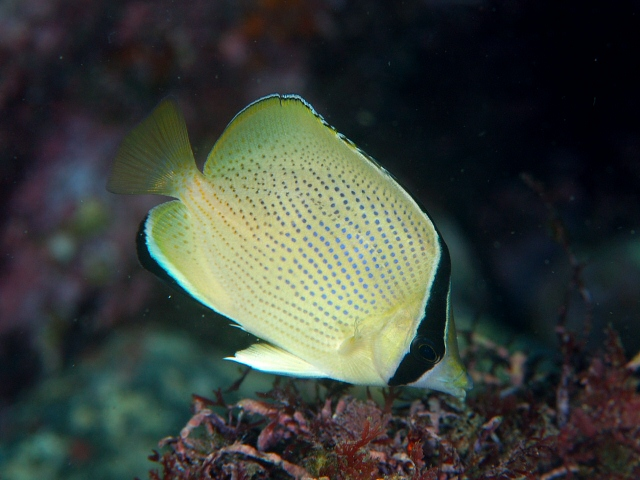
Chaetodon citrinellus
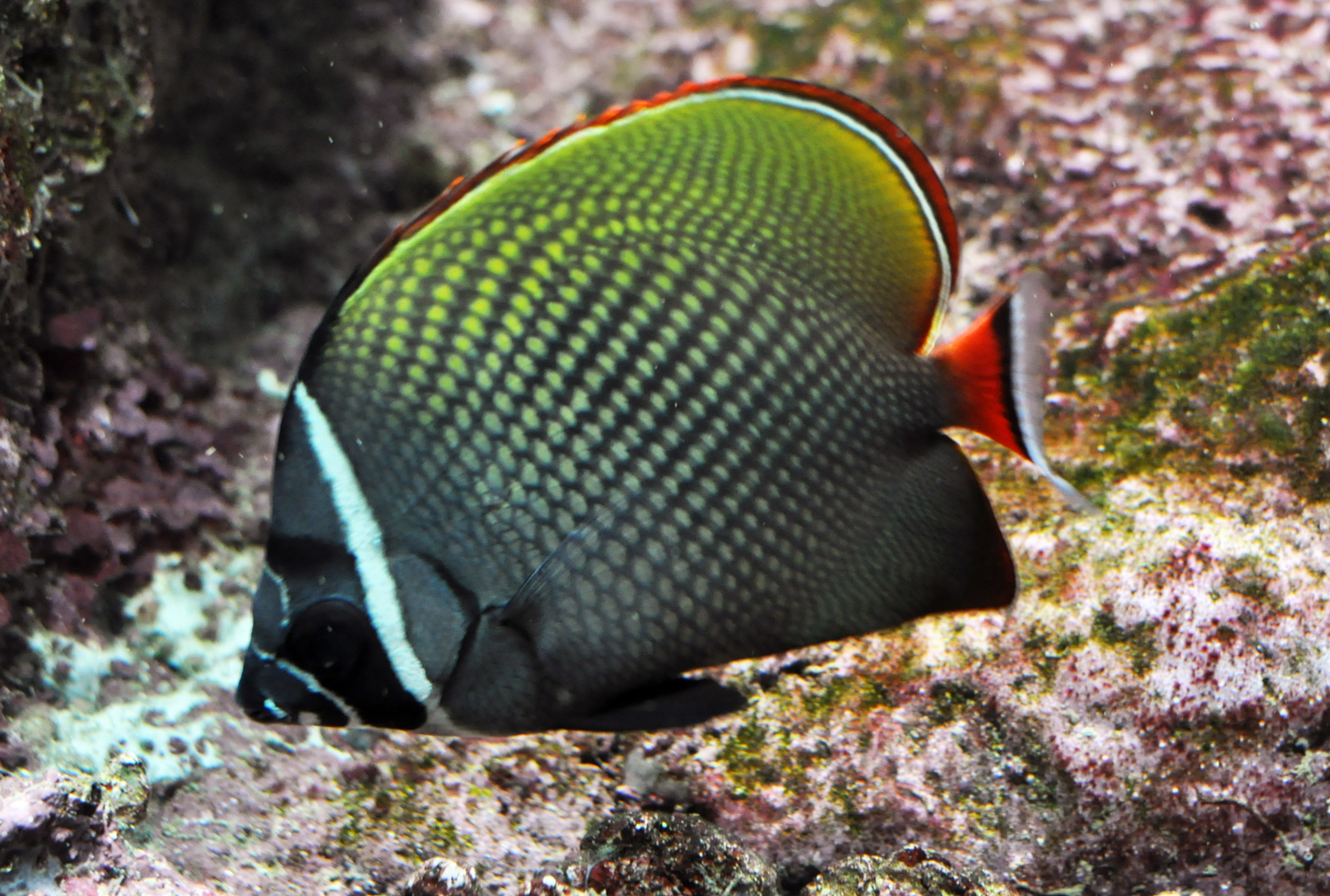
Chaetodon collare
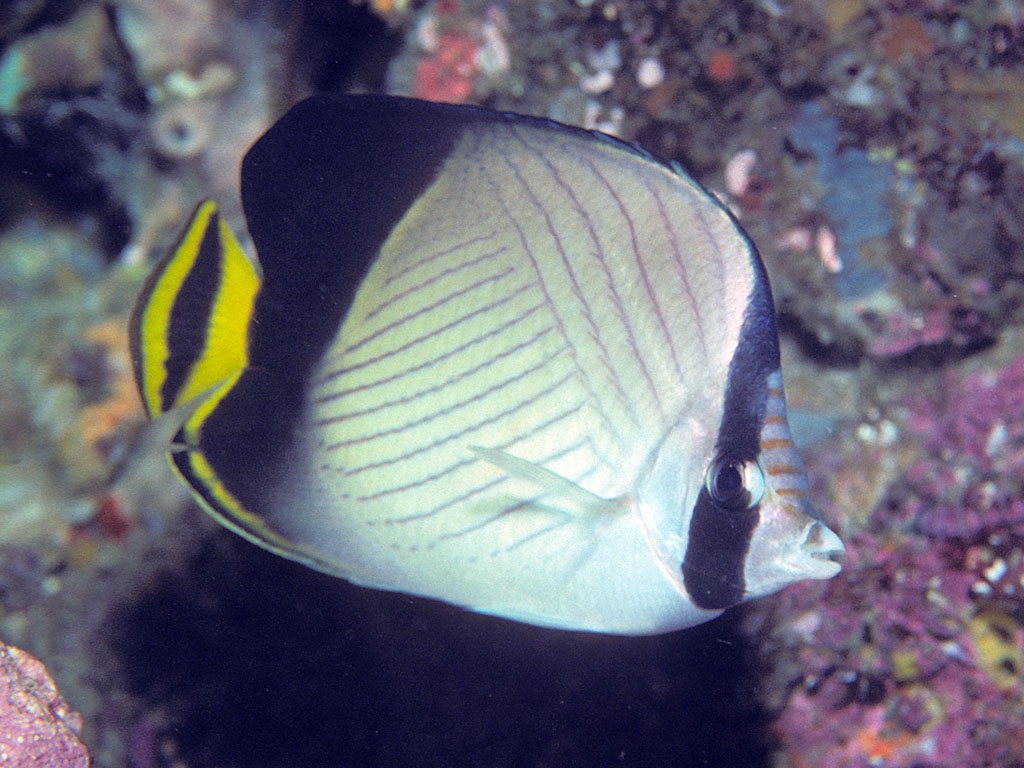
Chaetodon decussatus
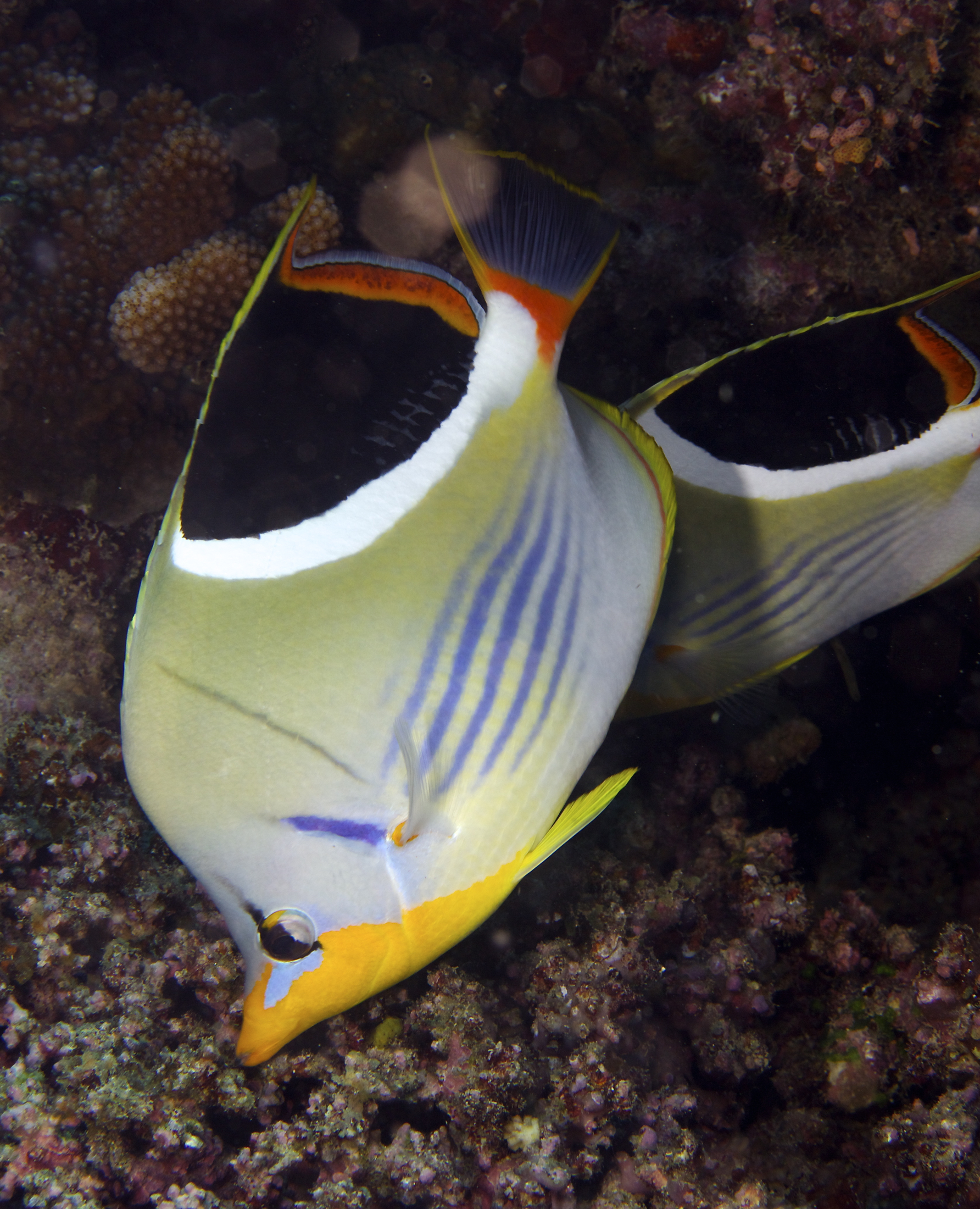
Chaetodon ephippium
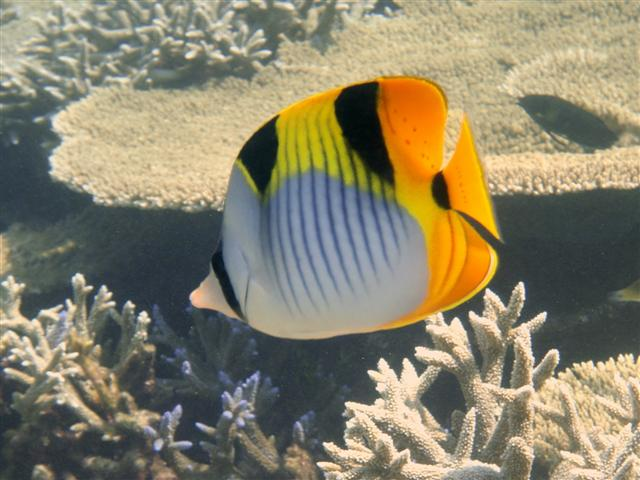
Chaetodon falcula
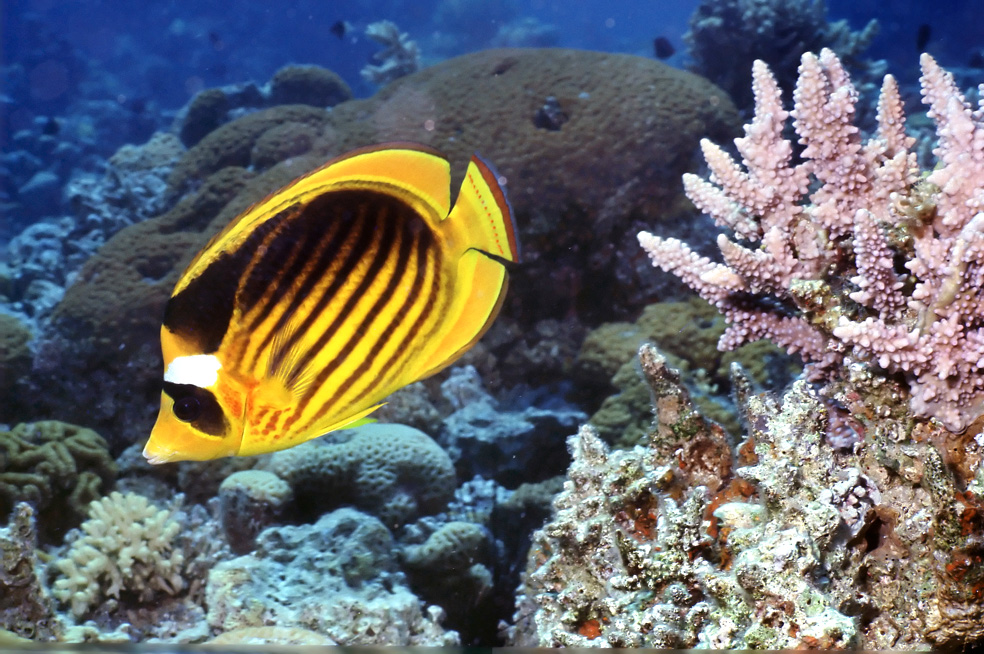
Chaetodon fasciatus
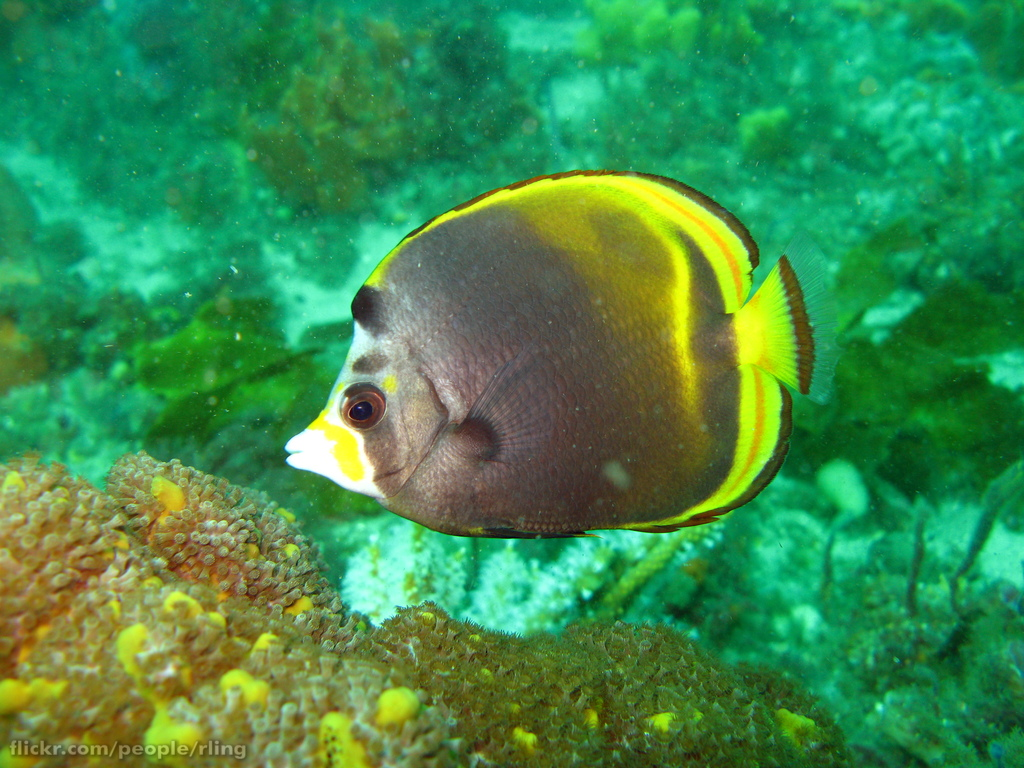
Chaetodon flavirostris
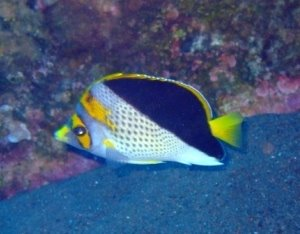
Chaetodon flavocoronatus
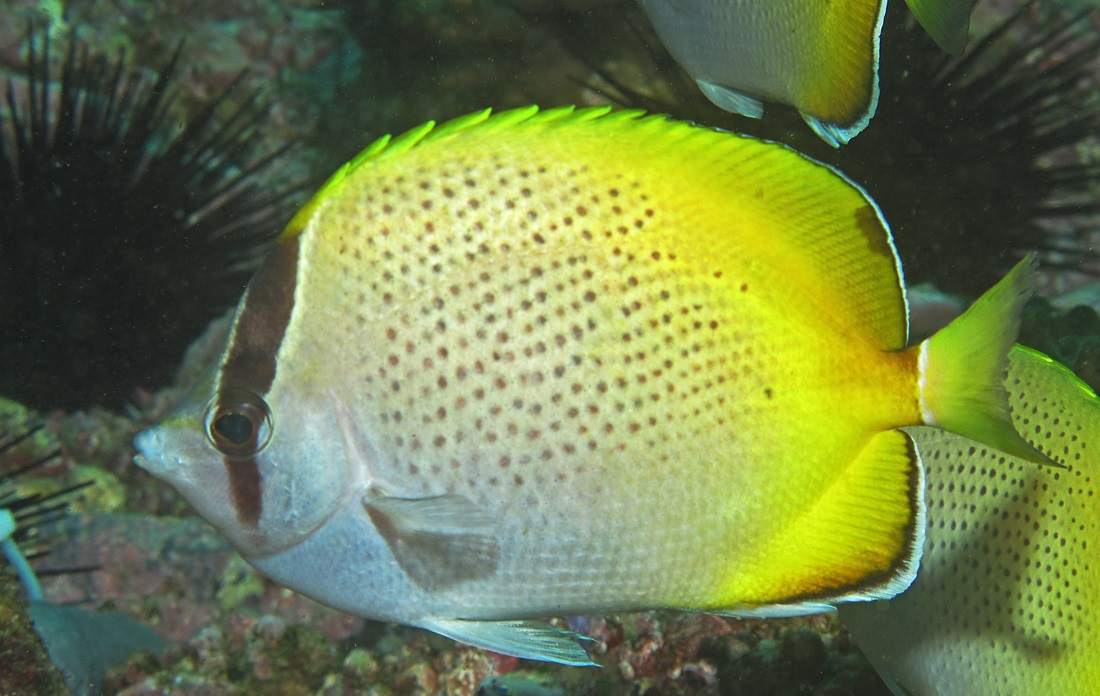
Chaetodon guentheri
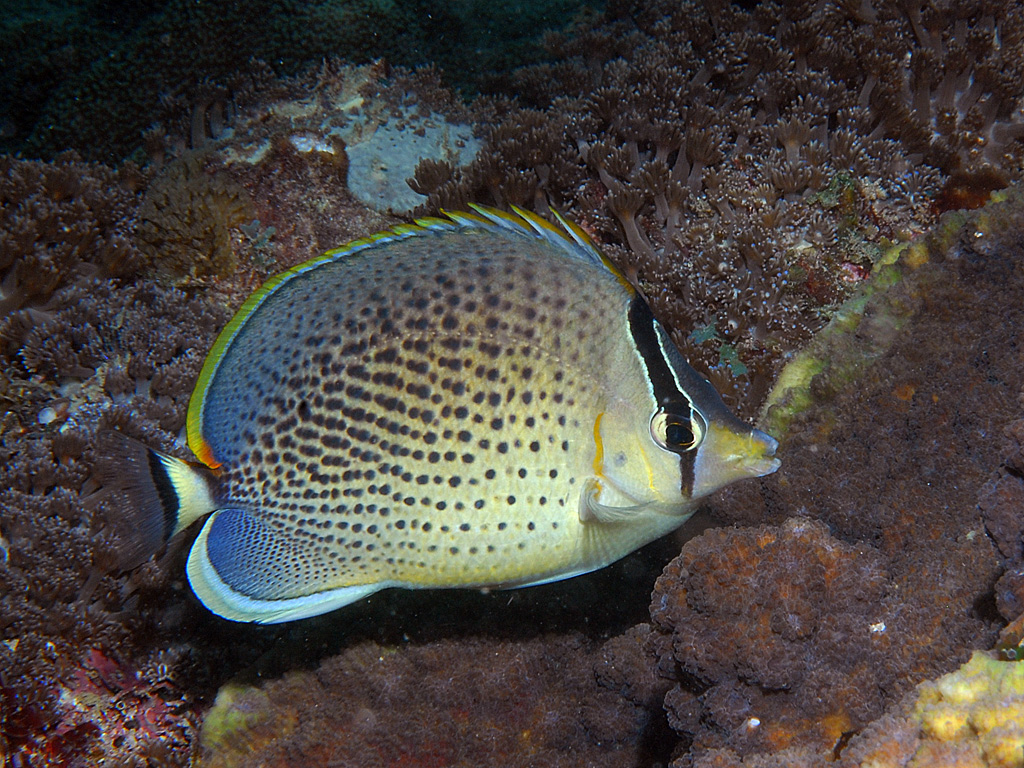
Chaetodon guttatissimus
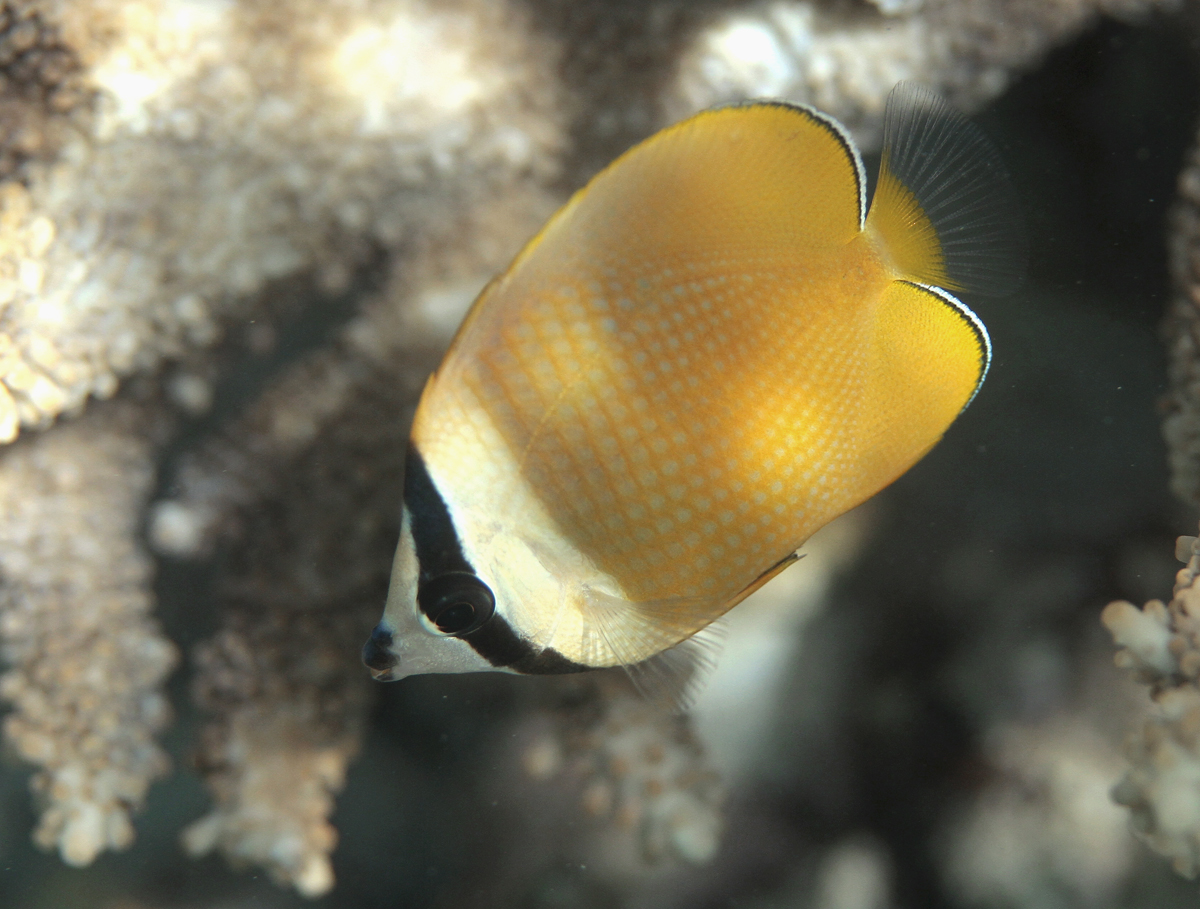
Chaetodon kleinii
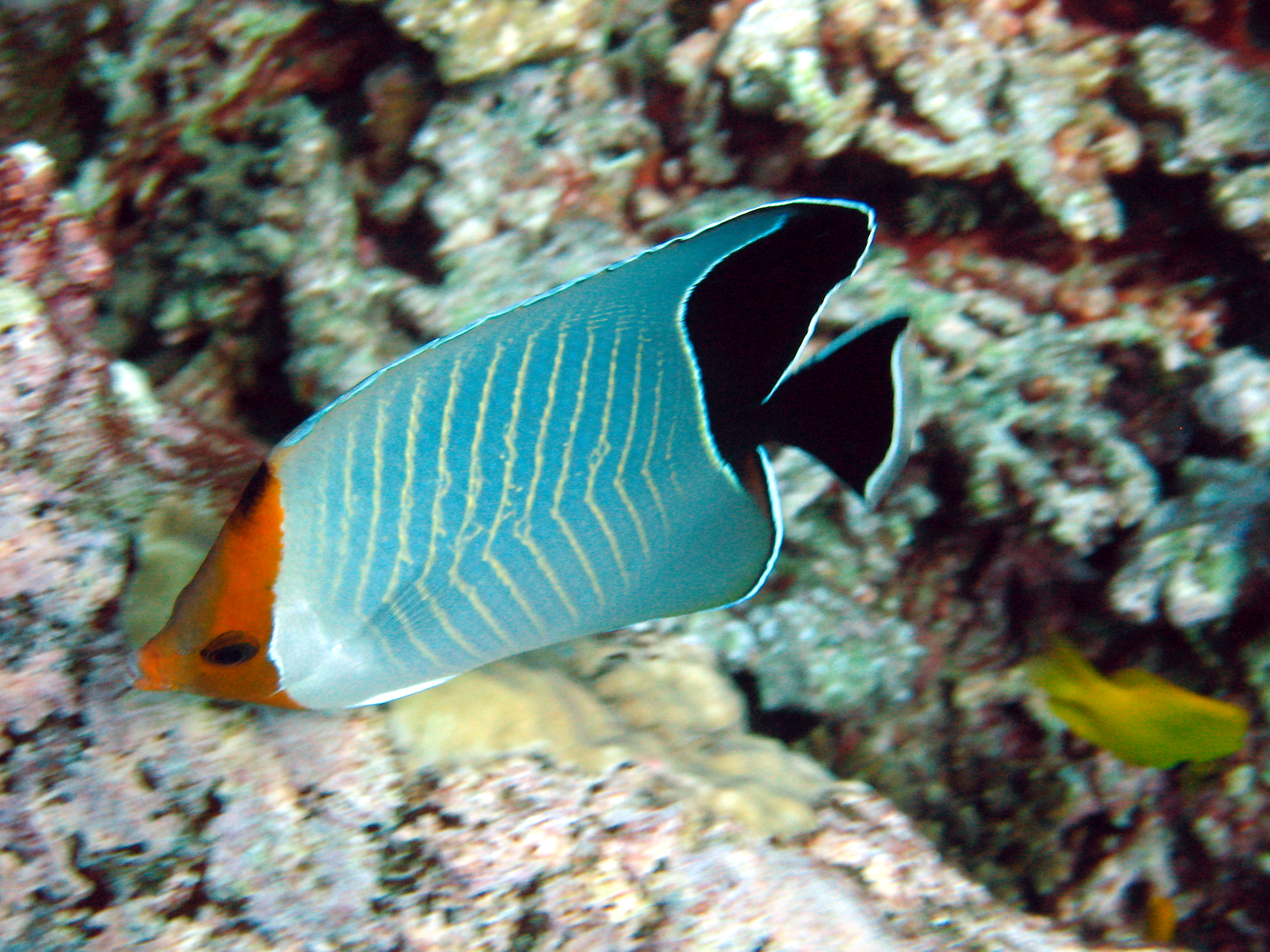
Chaetodon larvatus
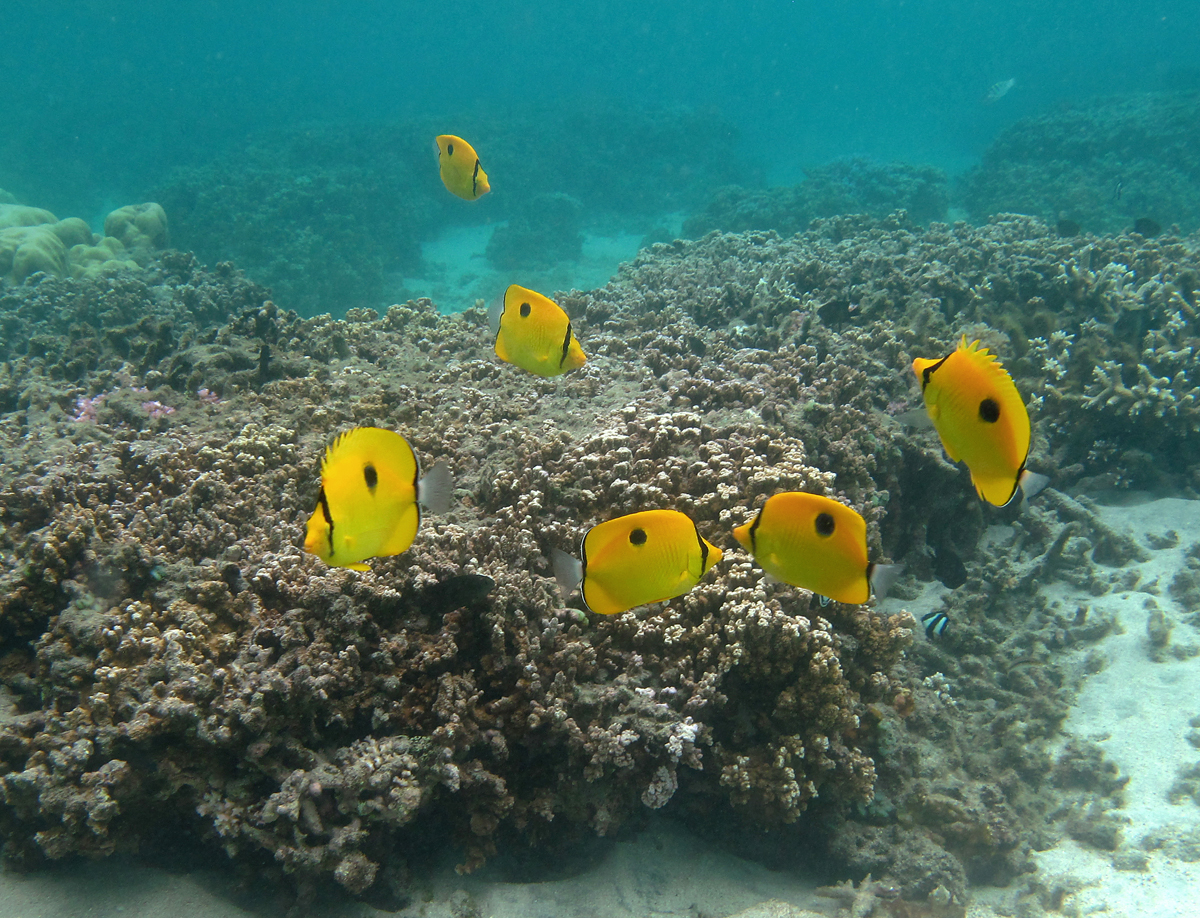
Chaetodon interruptus
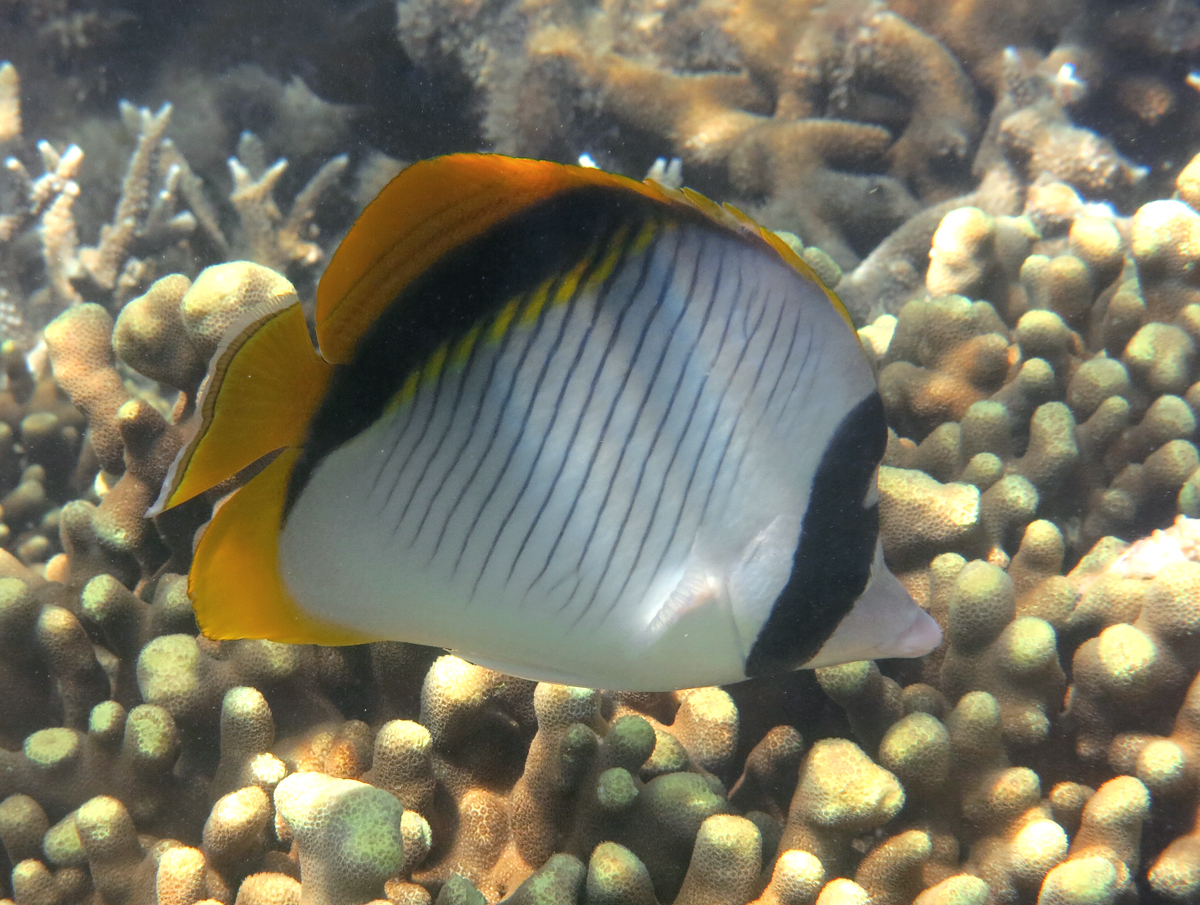
Chaetodon lineolatus
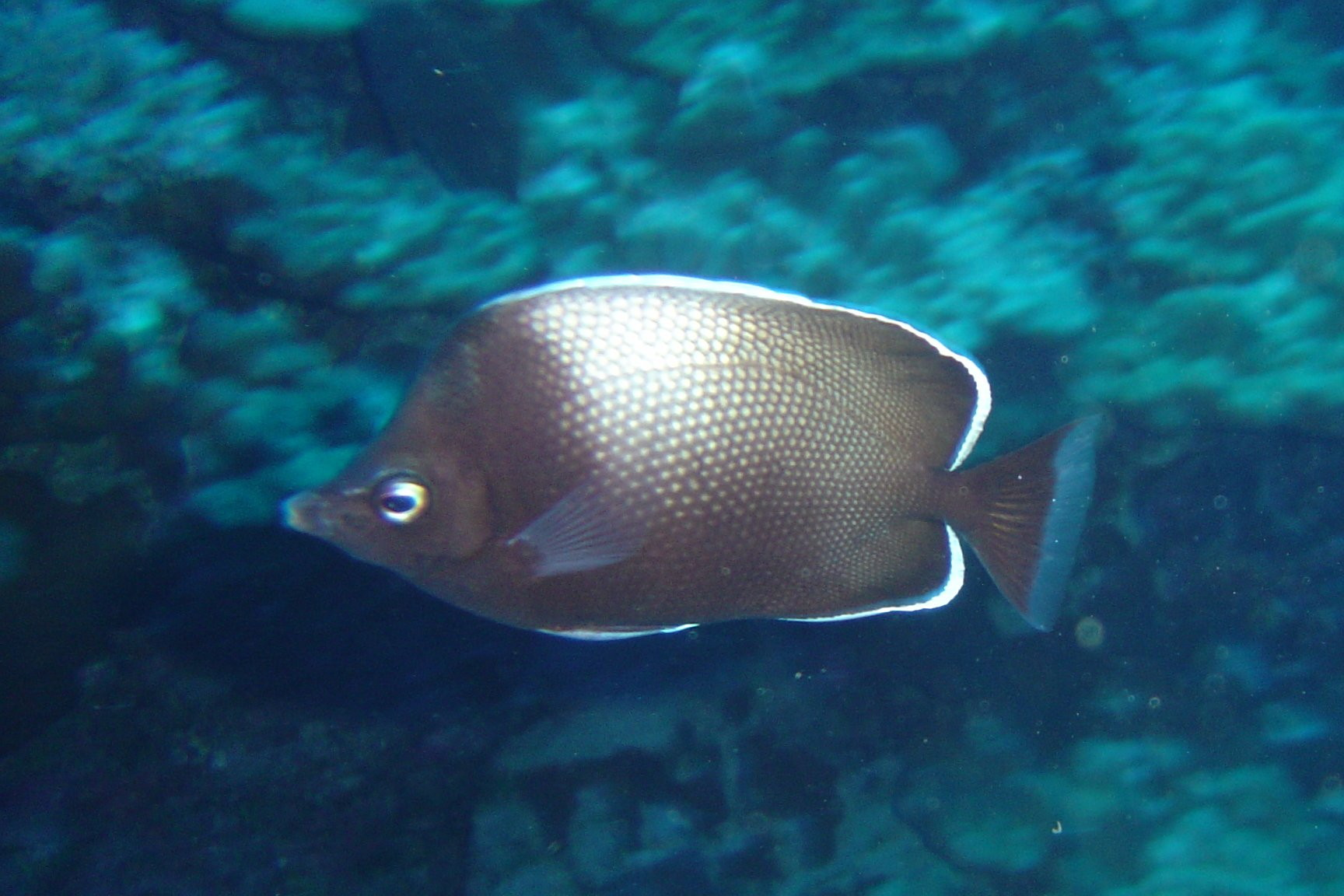
Chaetodon litus
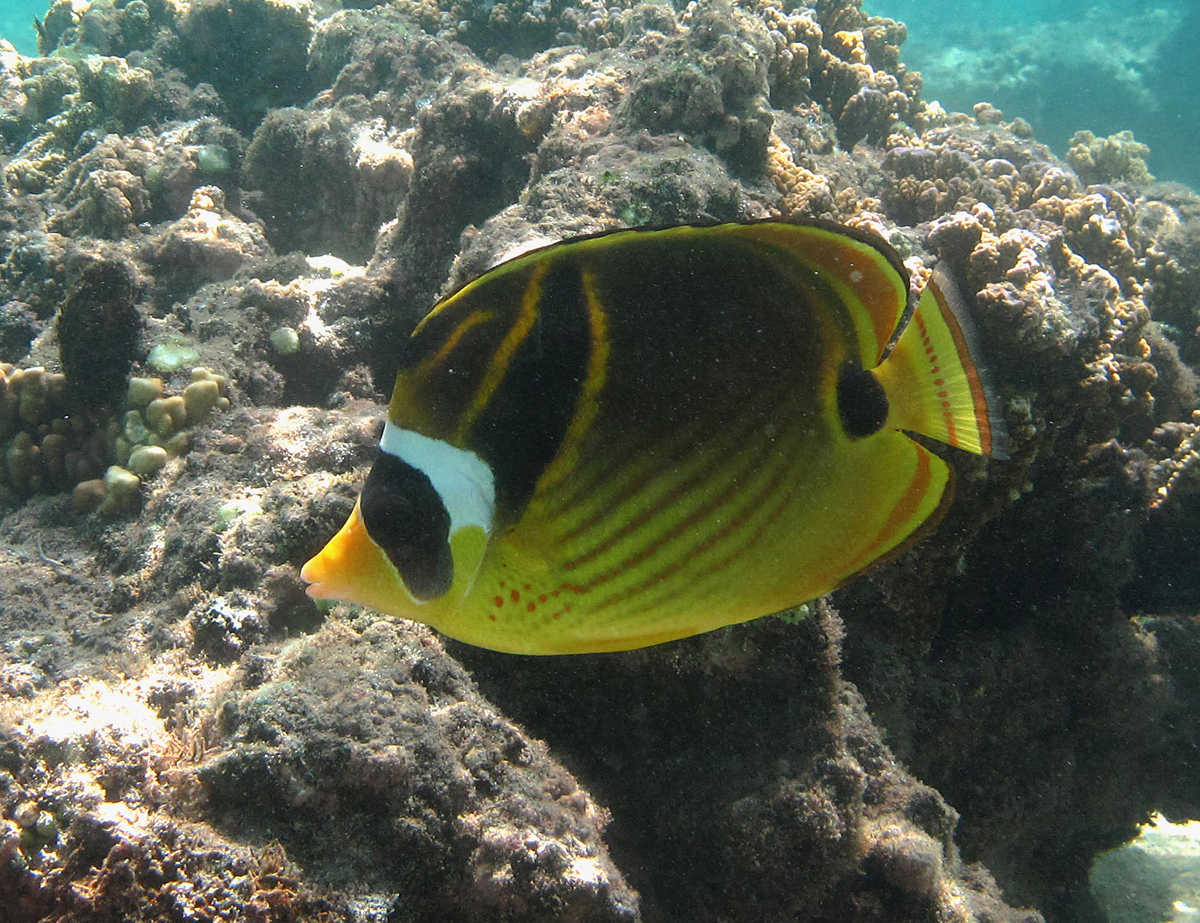
Chaetodon lunula
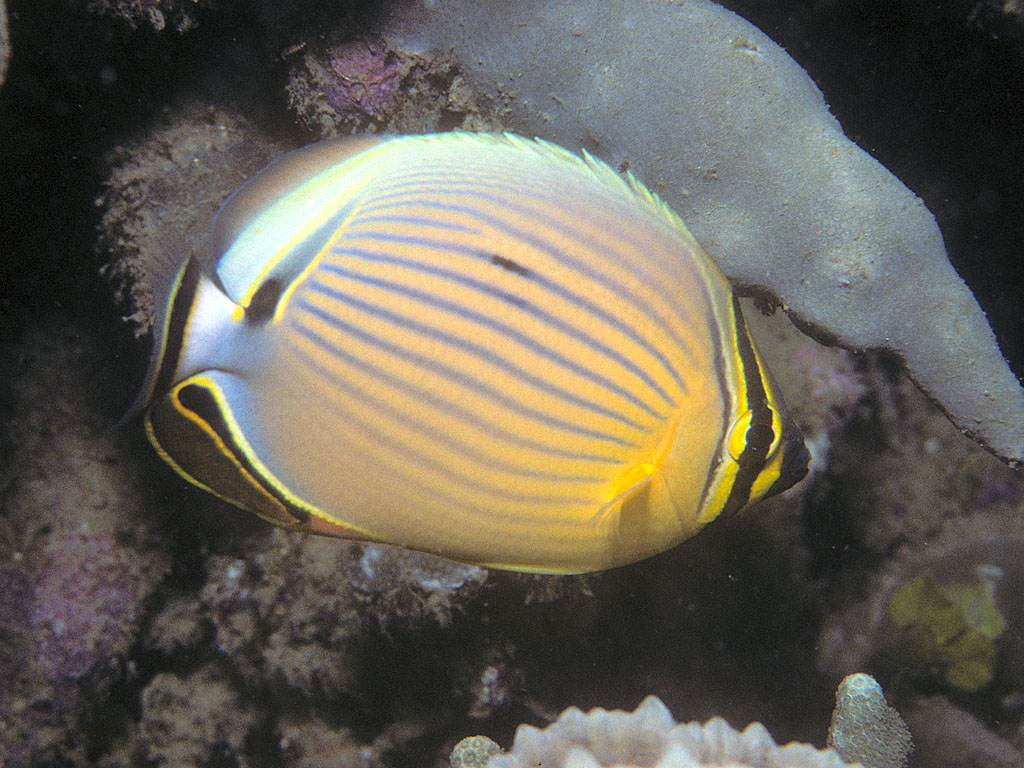
Chaetodon lunulatus
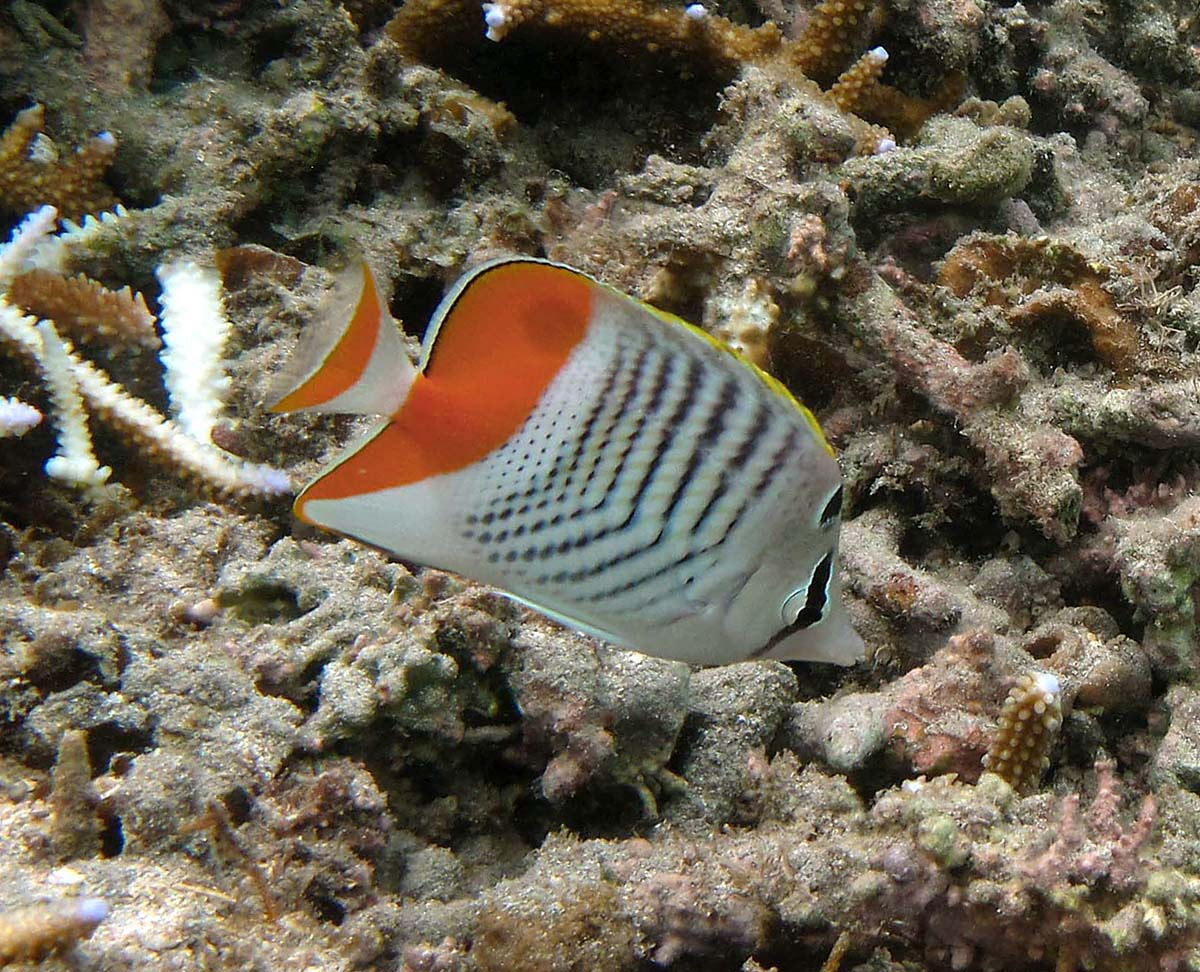
Chaetodon madagaskariensis
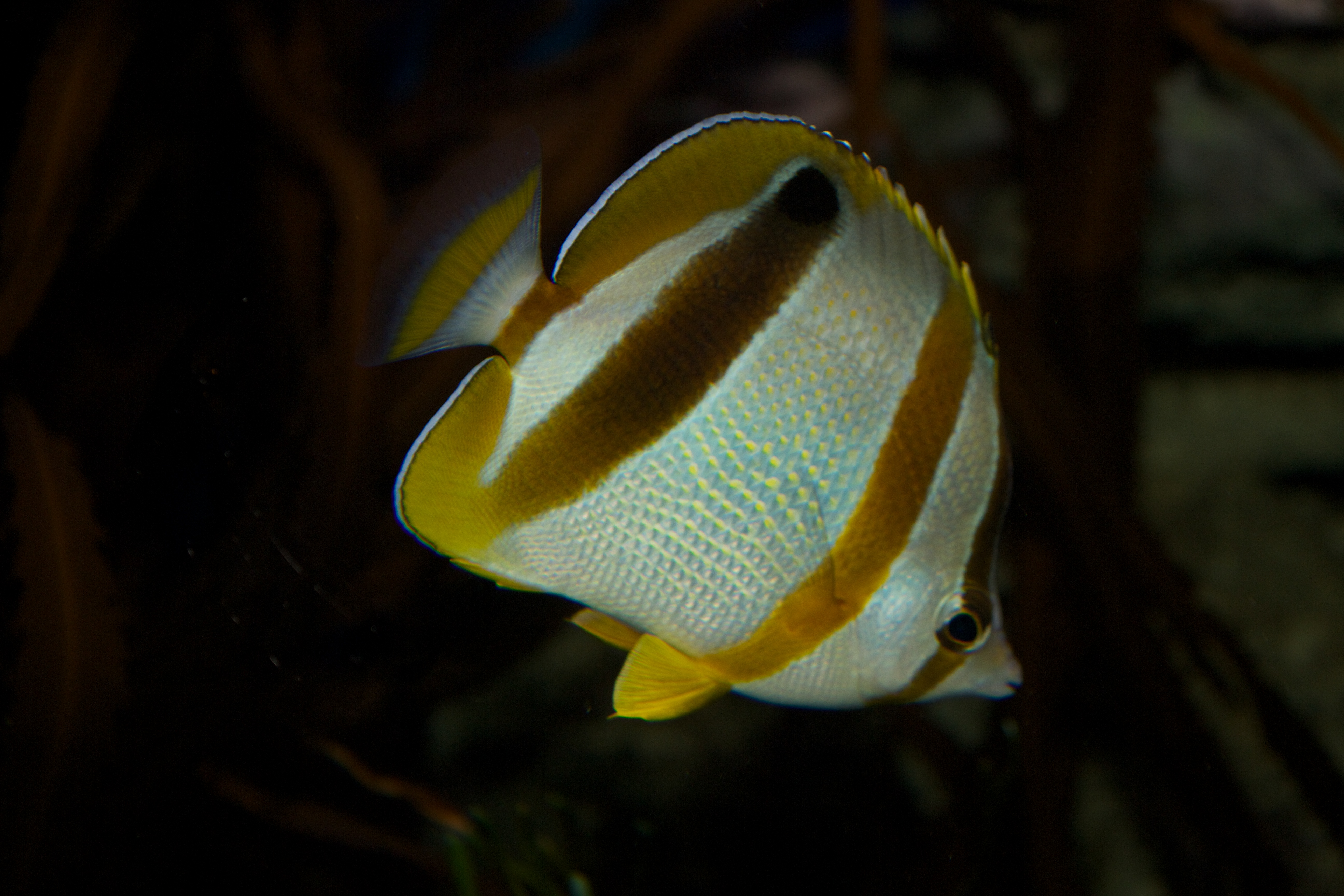
Chaetodon marleyi
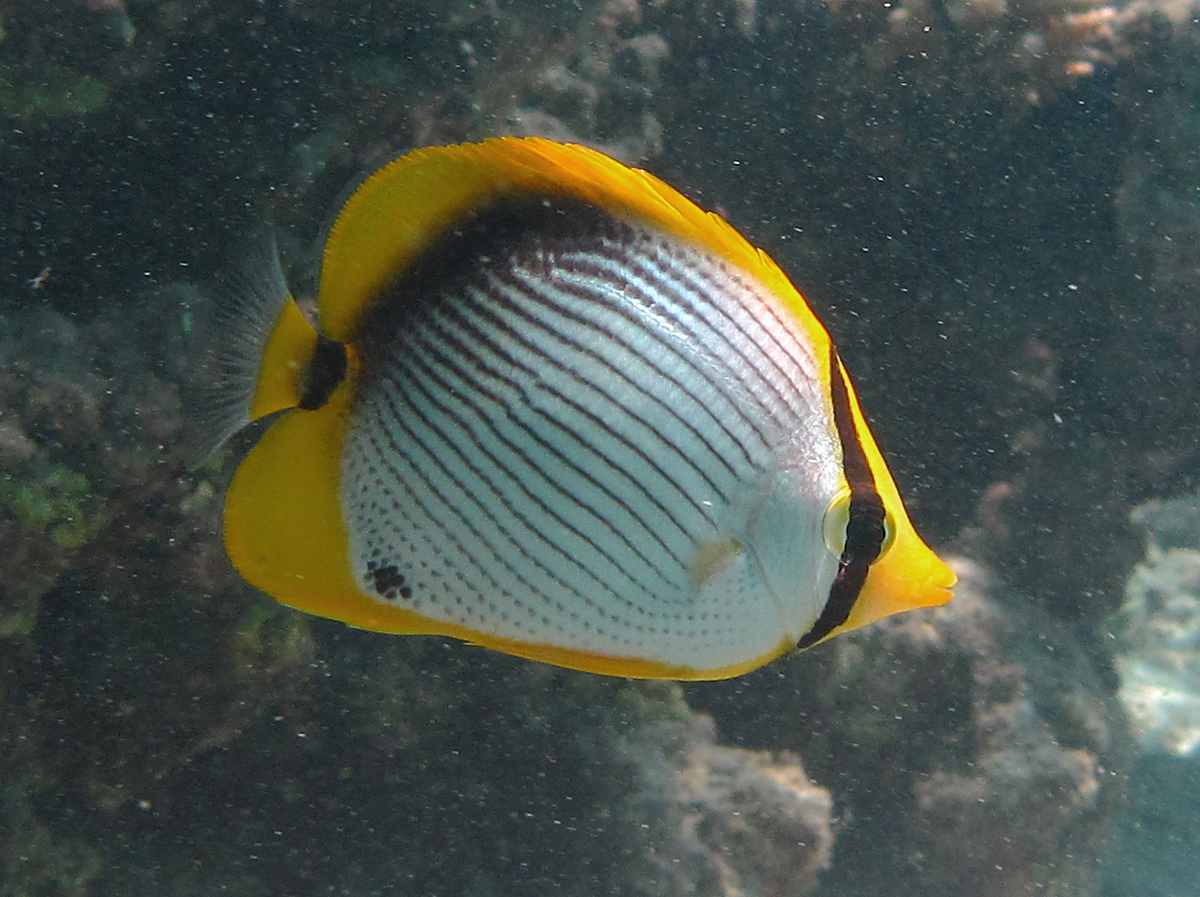
Chaetodon melannotus
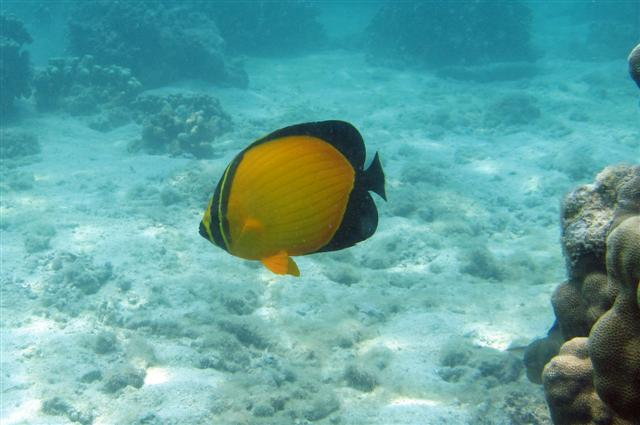
Chaetodon melapterus
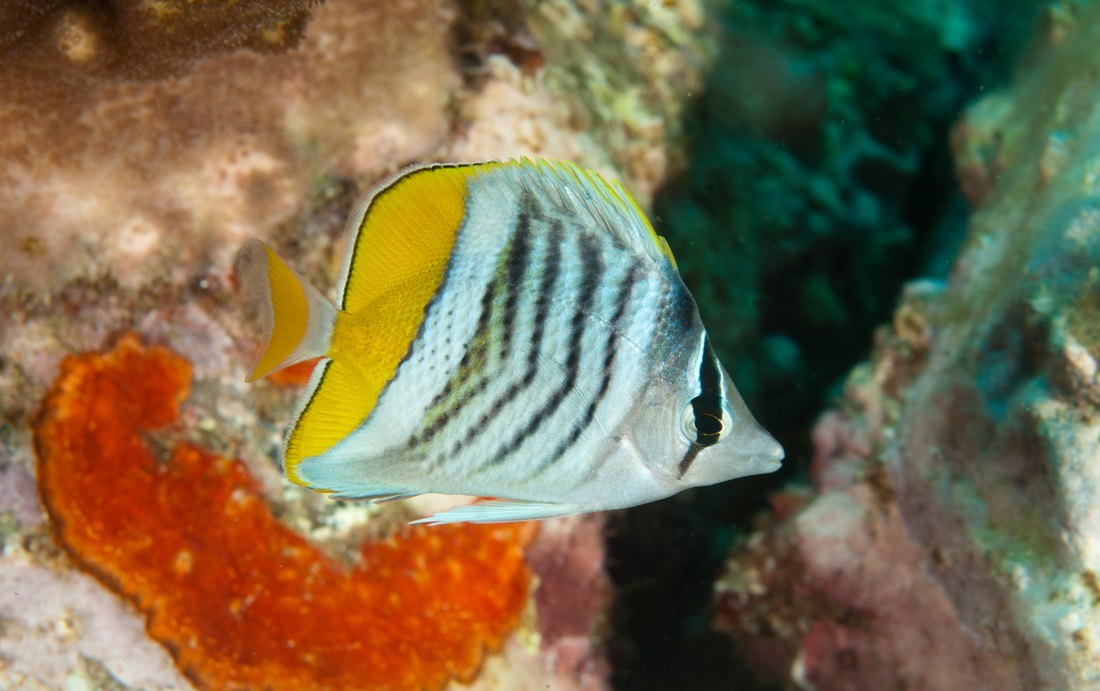
Chaetodon mertensii
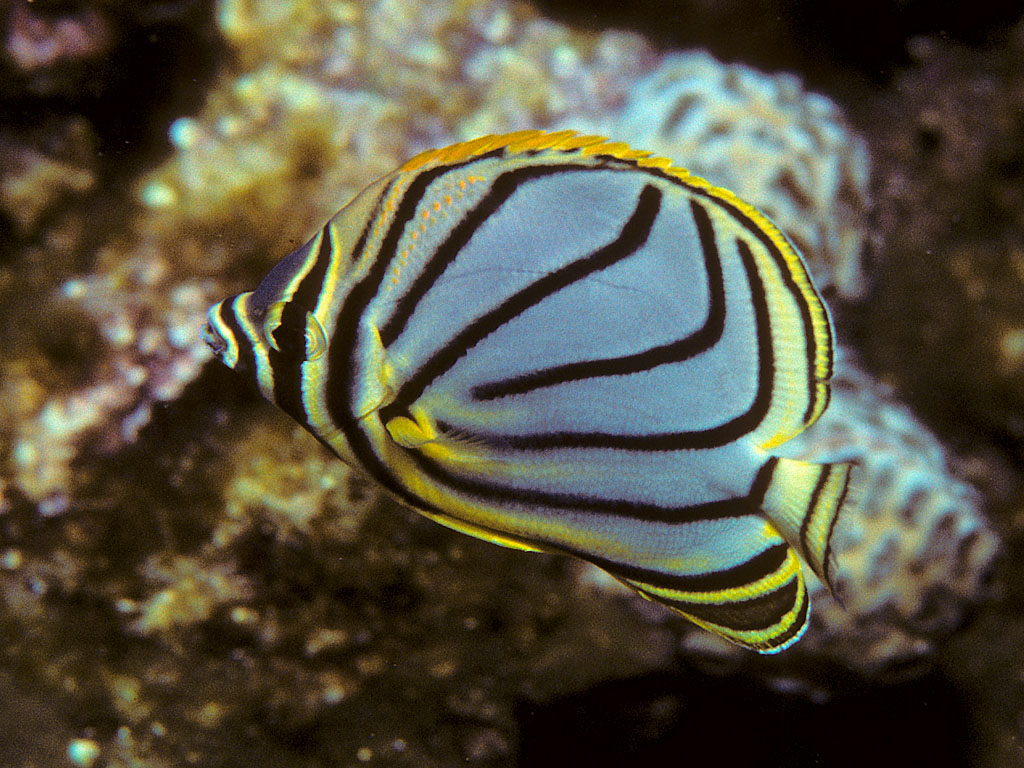
Chaetodon meyeri
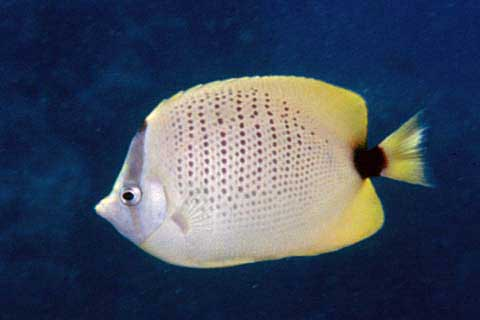
Chaetodon miliaris
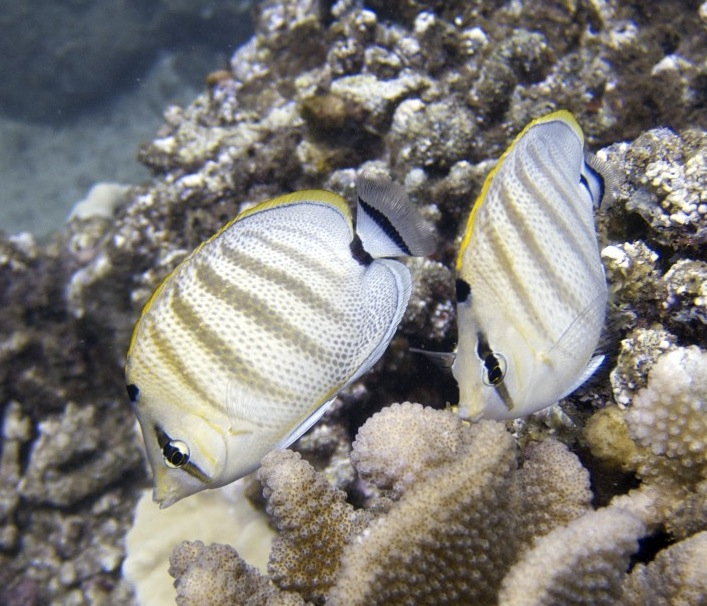
Chaetodon multicinctus
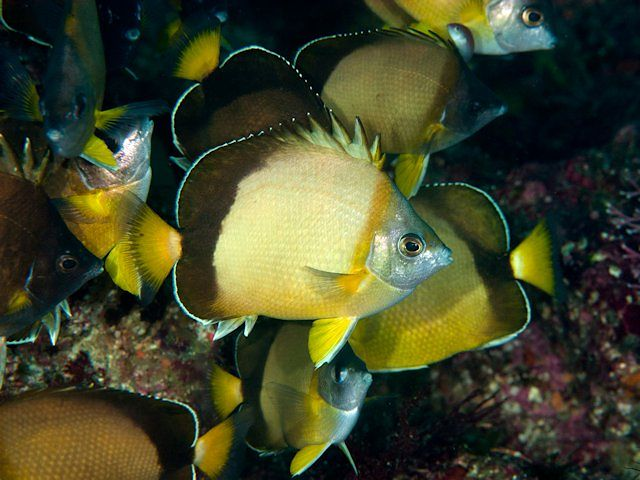
Chaetodon nippon
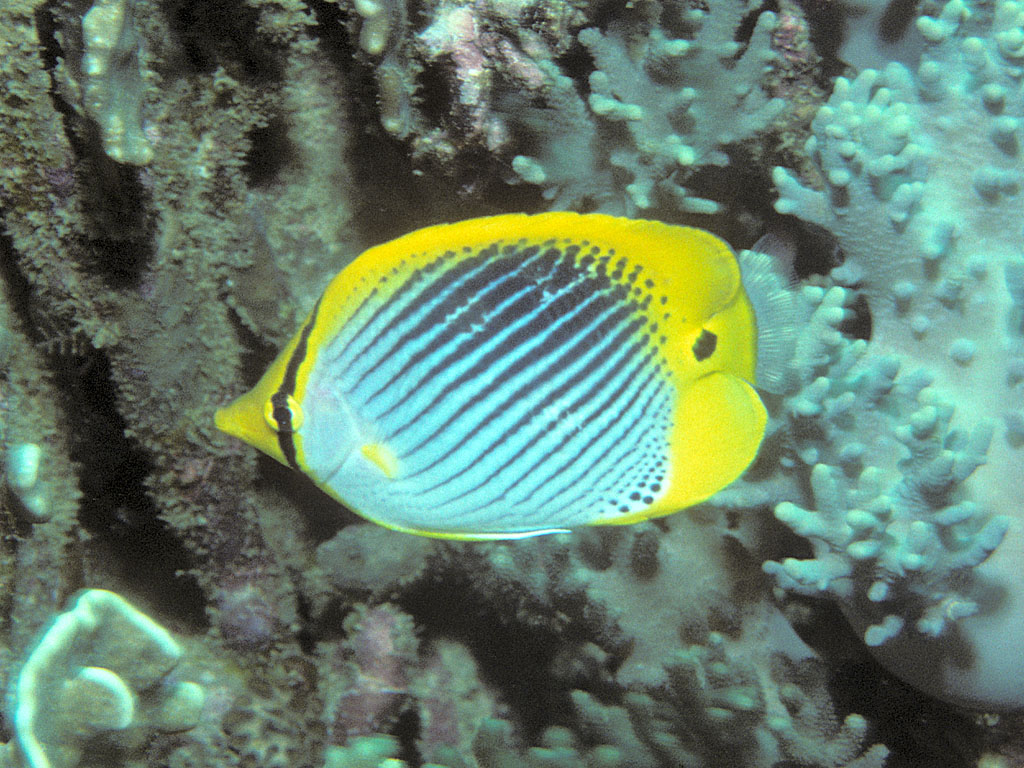
Chaetodon ocellicaudus
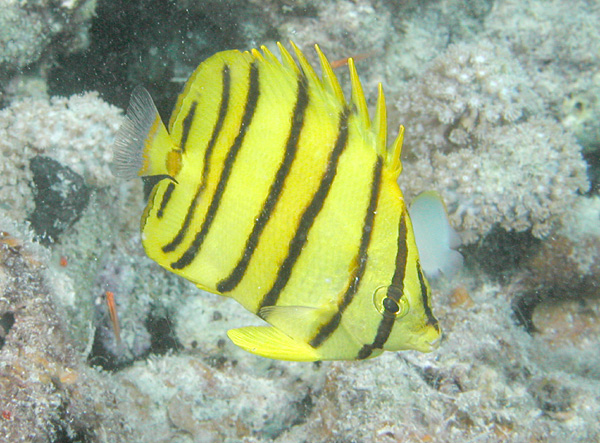
Chaetodon octofasciatus
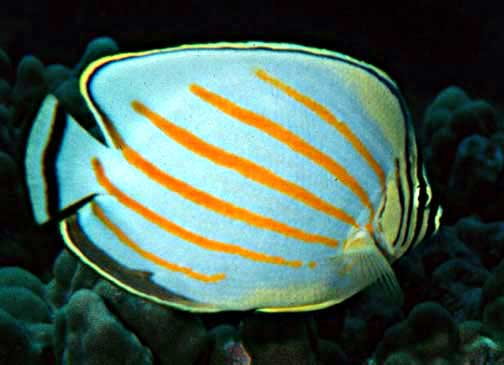
Chaetodon ornatissimus
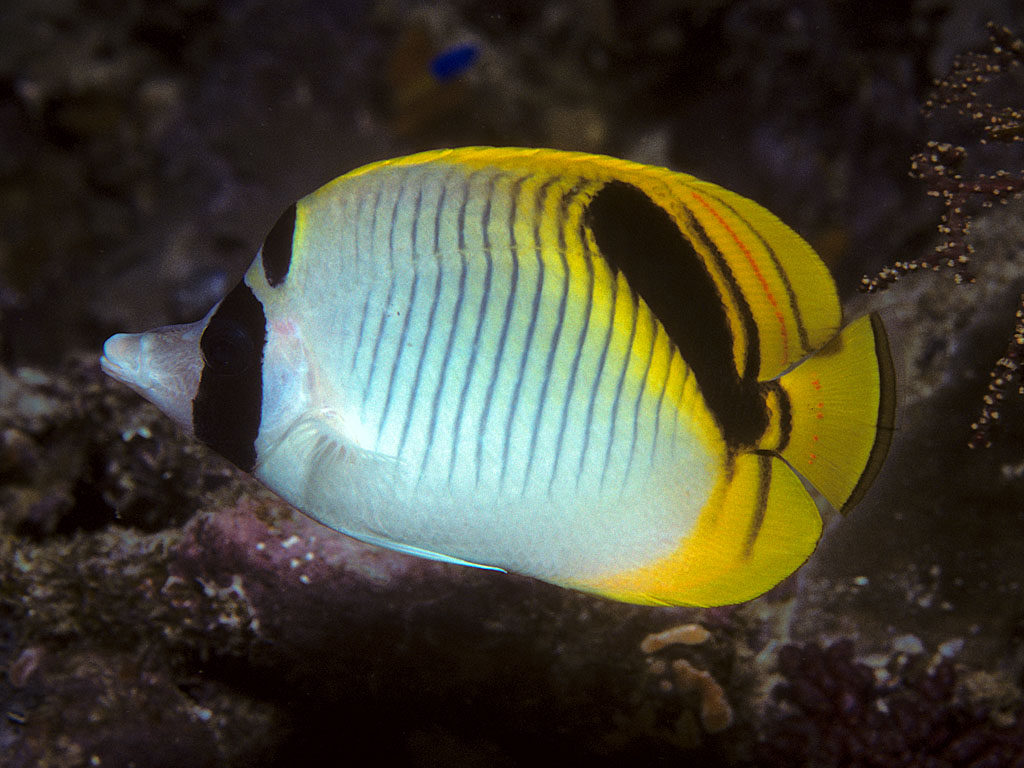
Chaetodon oxycephalus
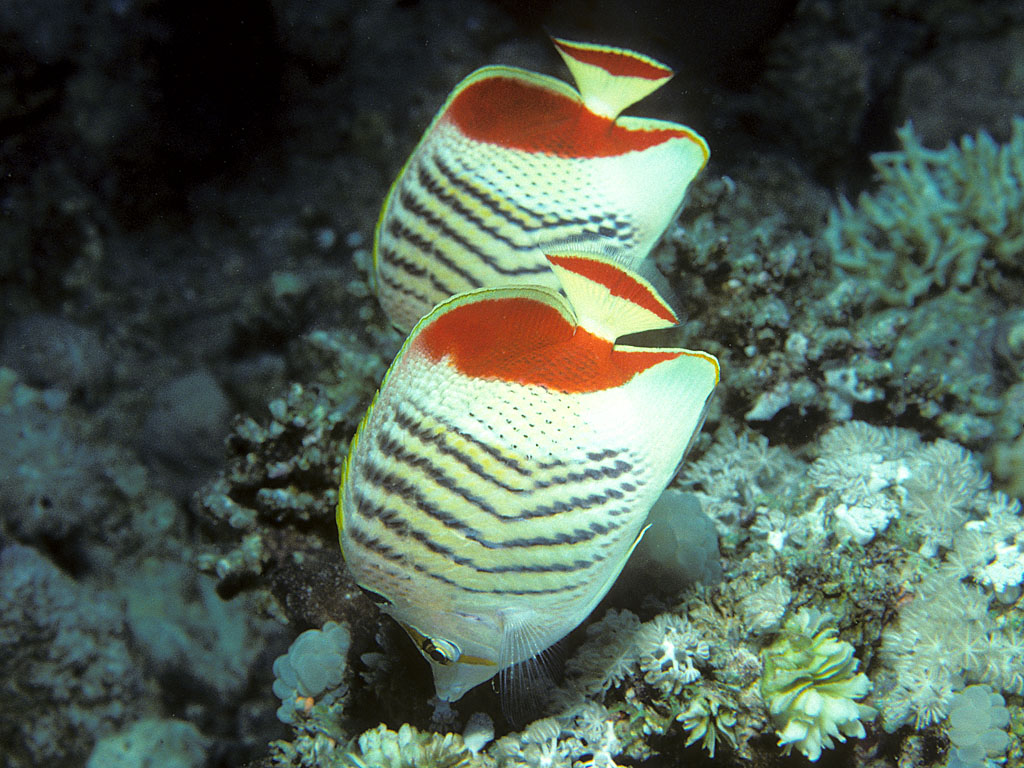
Chaetodon paucifasciatus
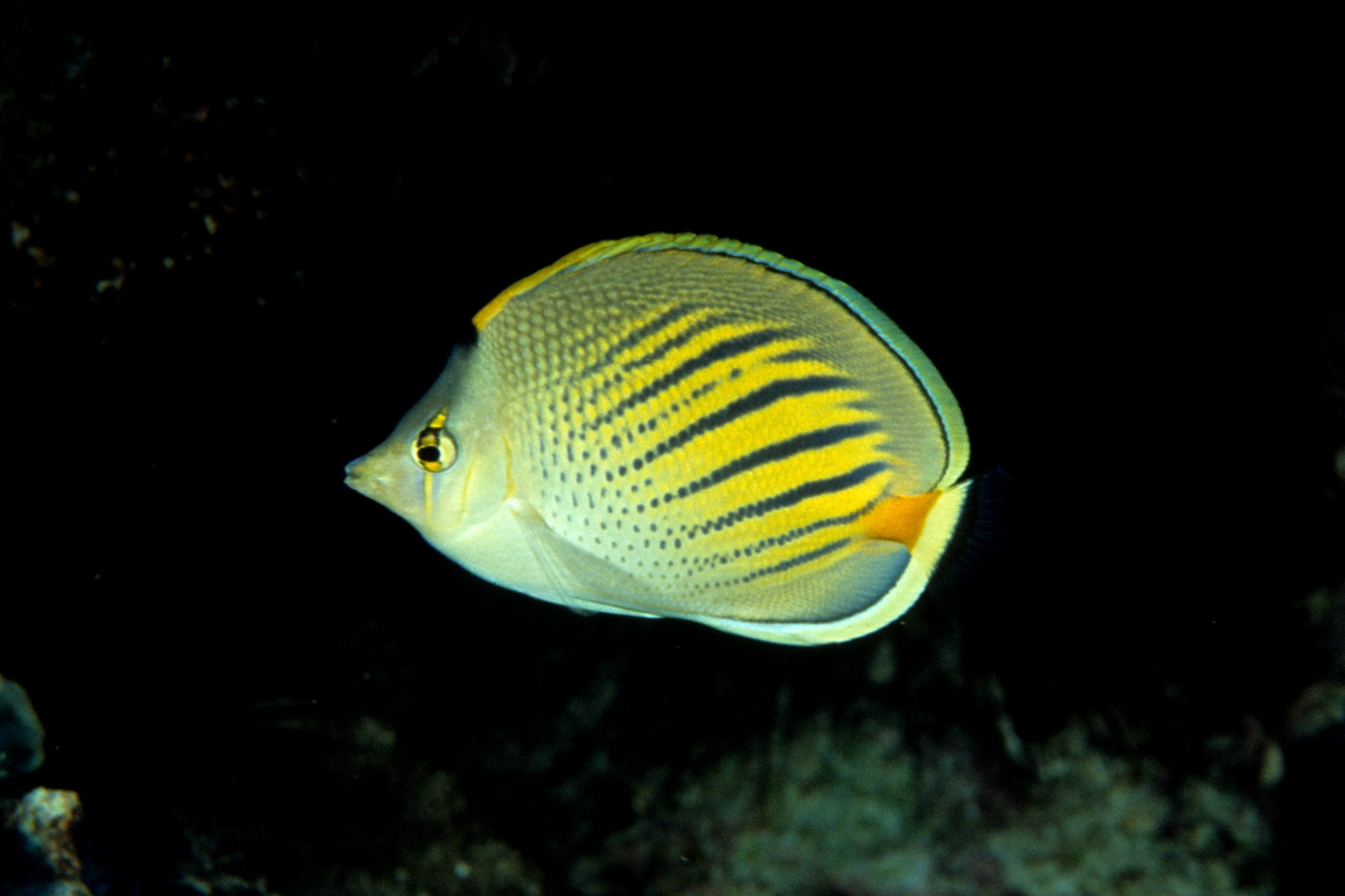
Chaetodon pelewensis
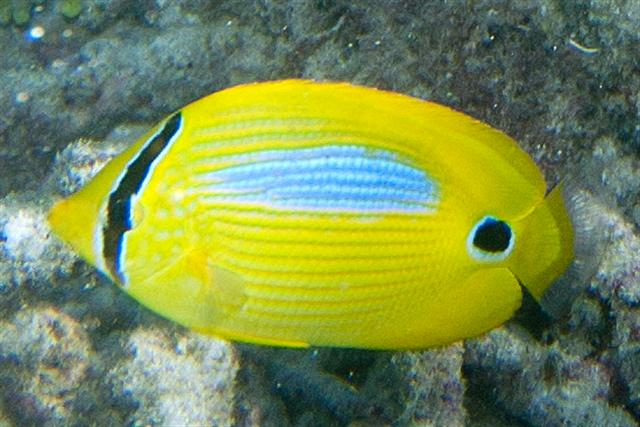
Chaetodon plebeius
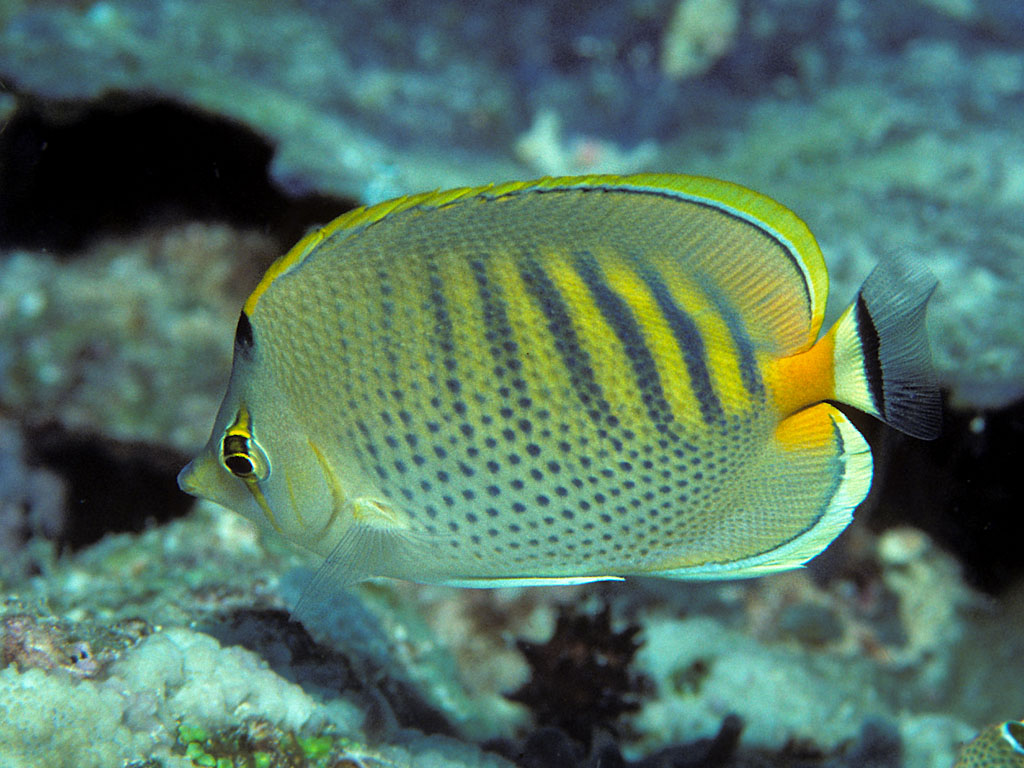
Chaetodon punctatofasciatus
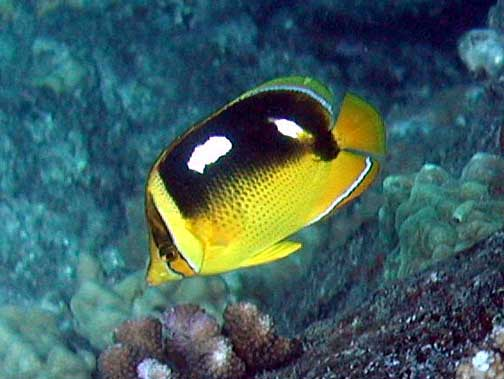
Chaetodon quadrimaculatus
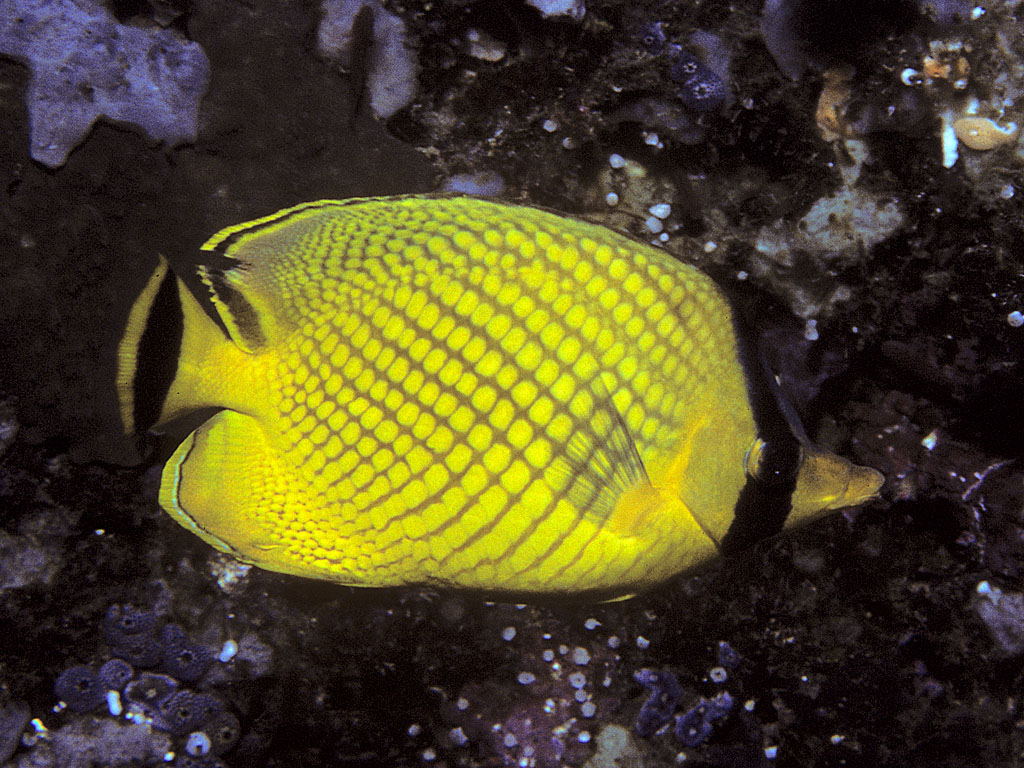
Chaetodon rafflesii
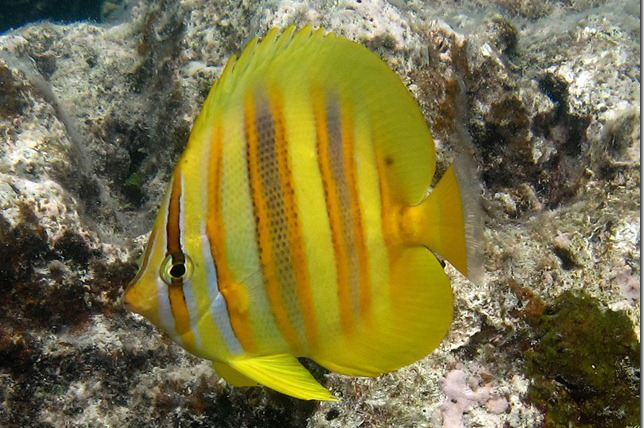
Chaetodon rainfordi
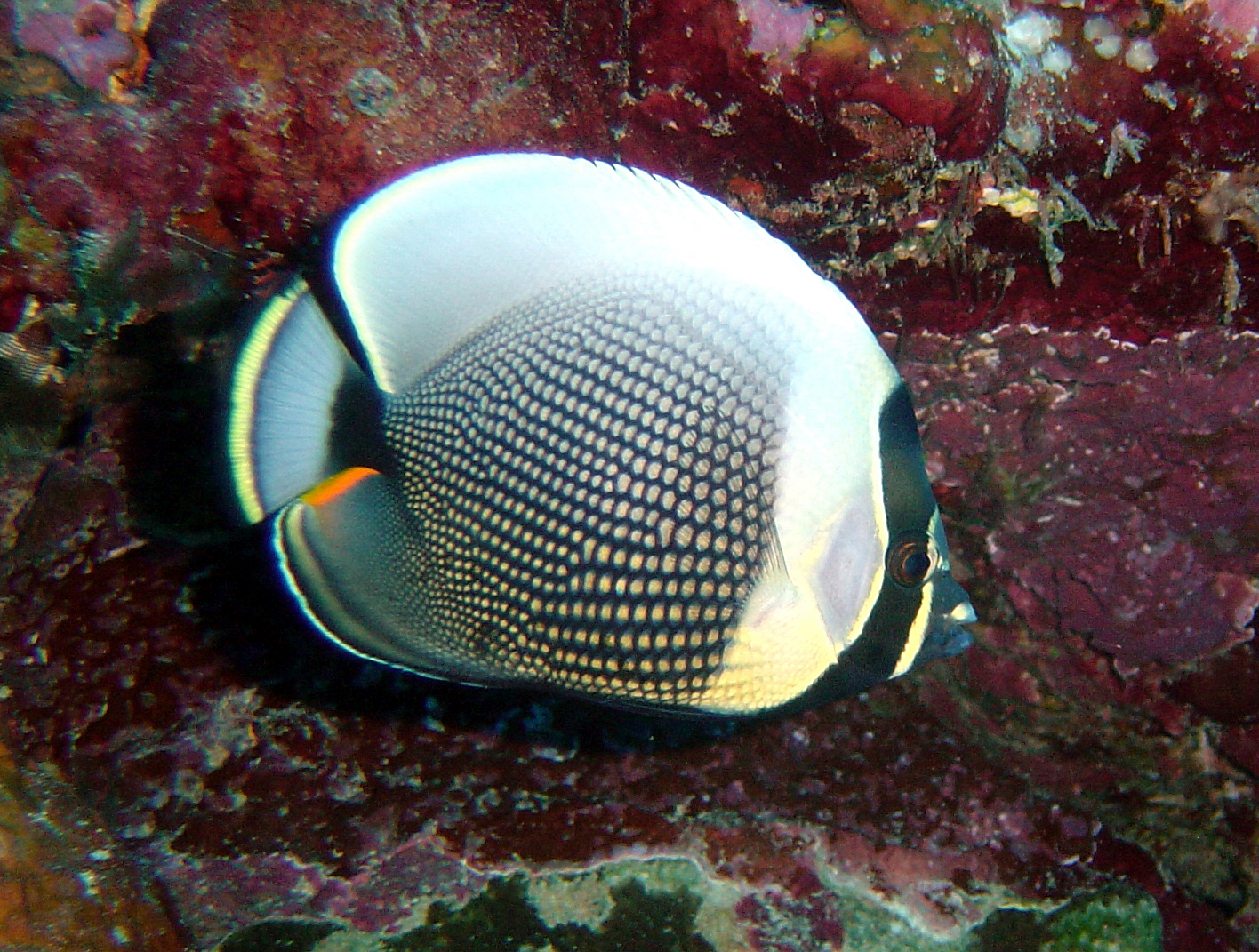
Chaetodon reticulatus
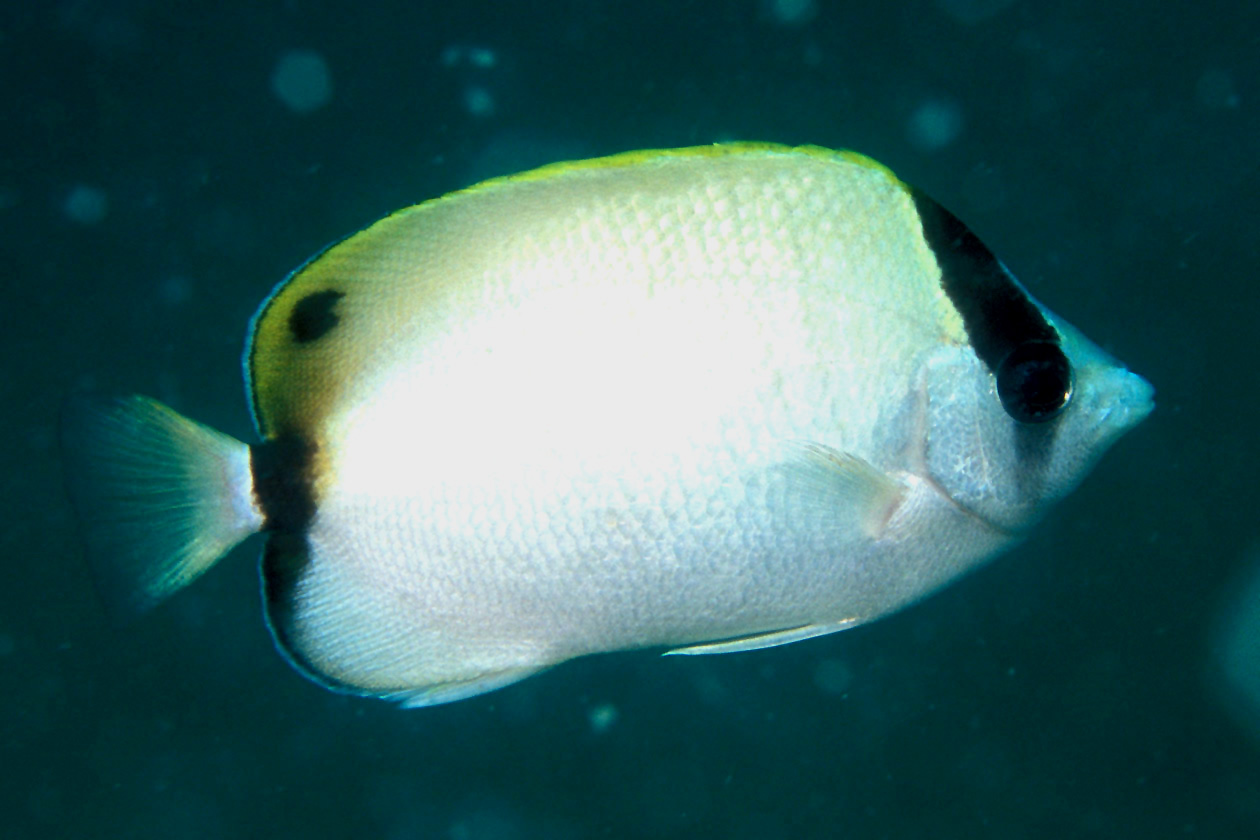
Chaetodon sedentarius
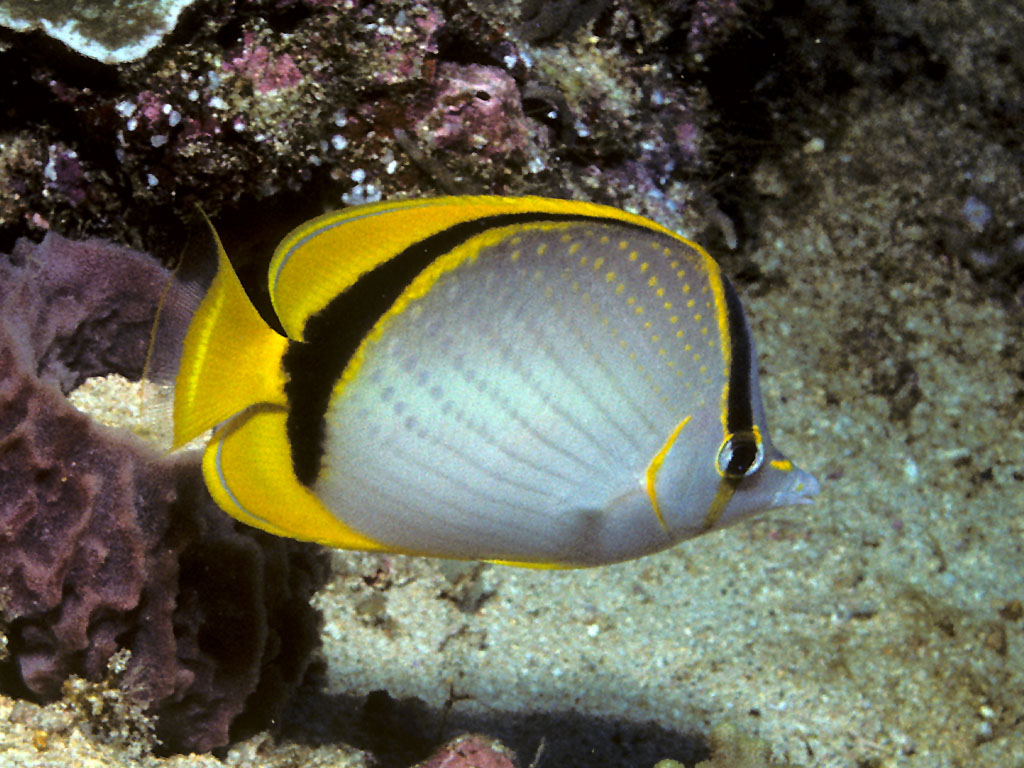
Chaetodon selene
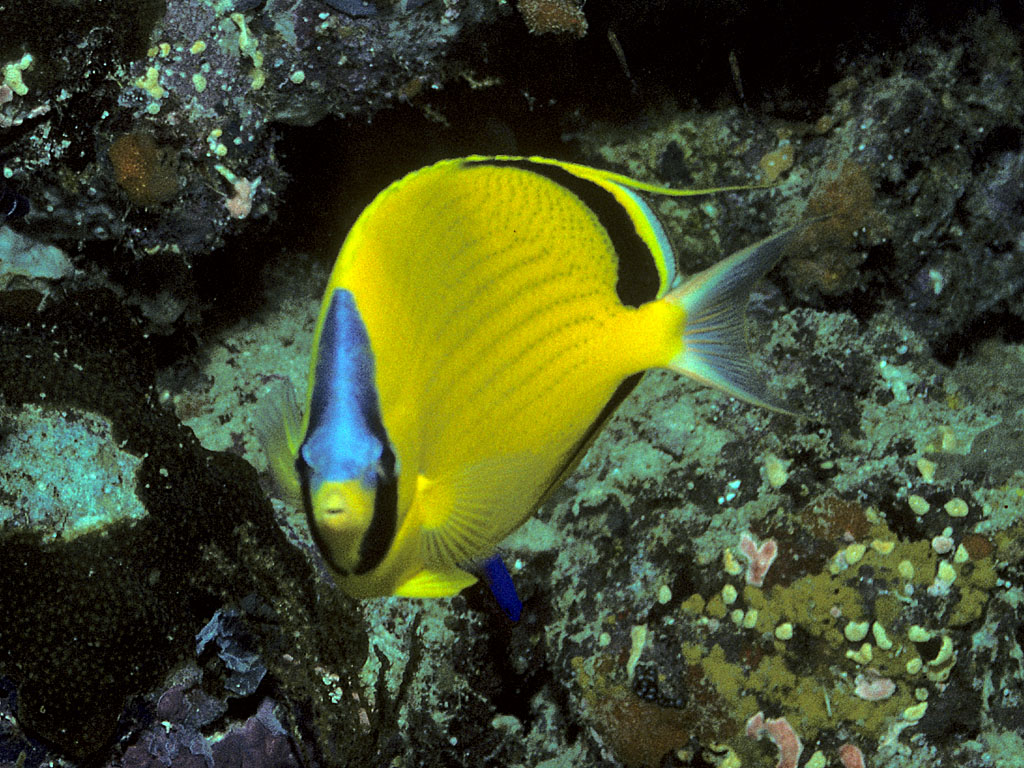
Chaetodon semeion
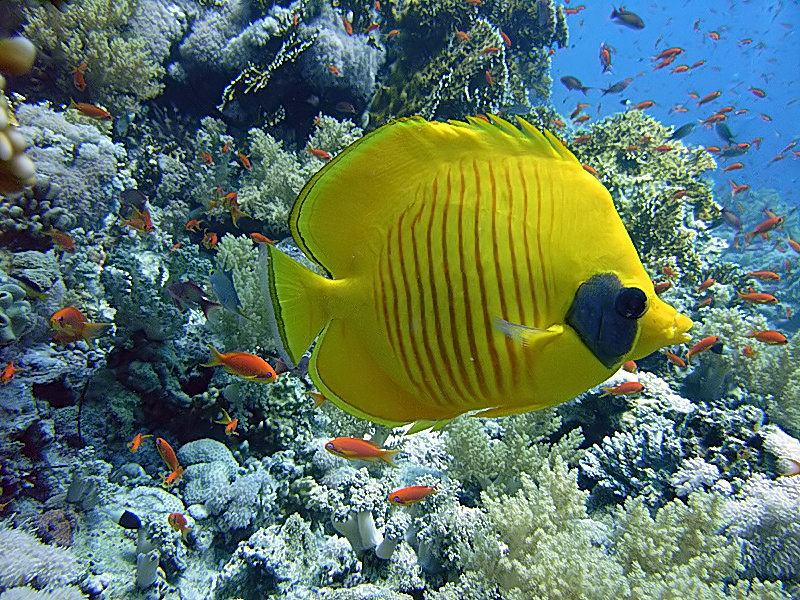
Chaetodon semilarvatus
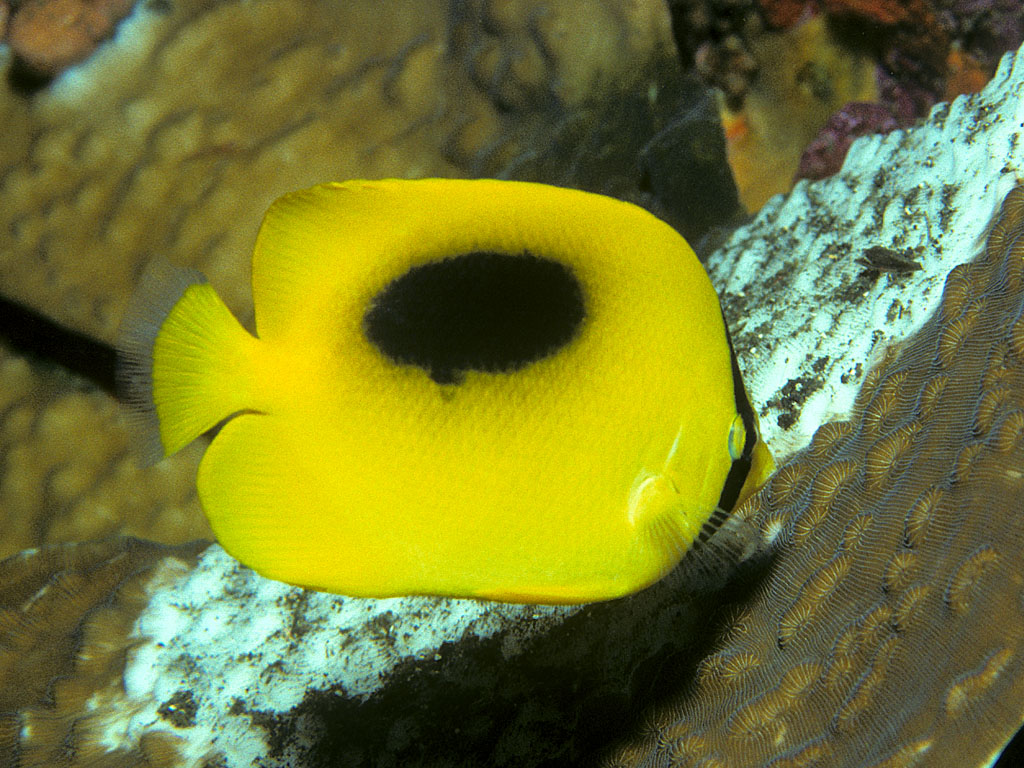
Chaetodon speculum
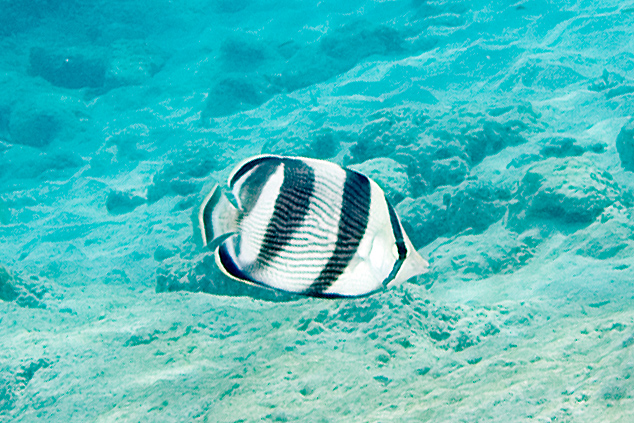
Chaetodon striatus
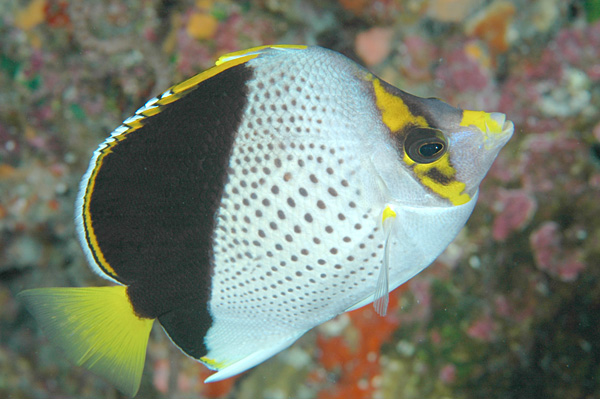
Chaetodon tinkeri
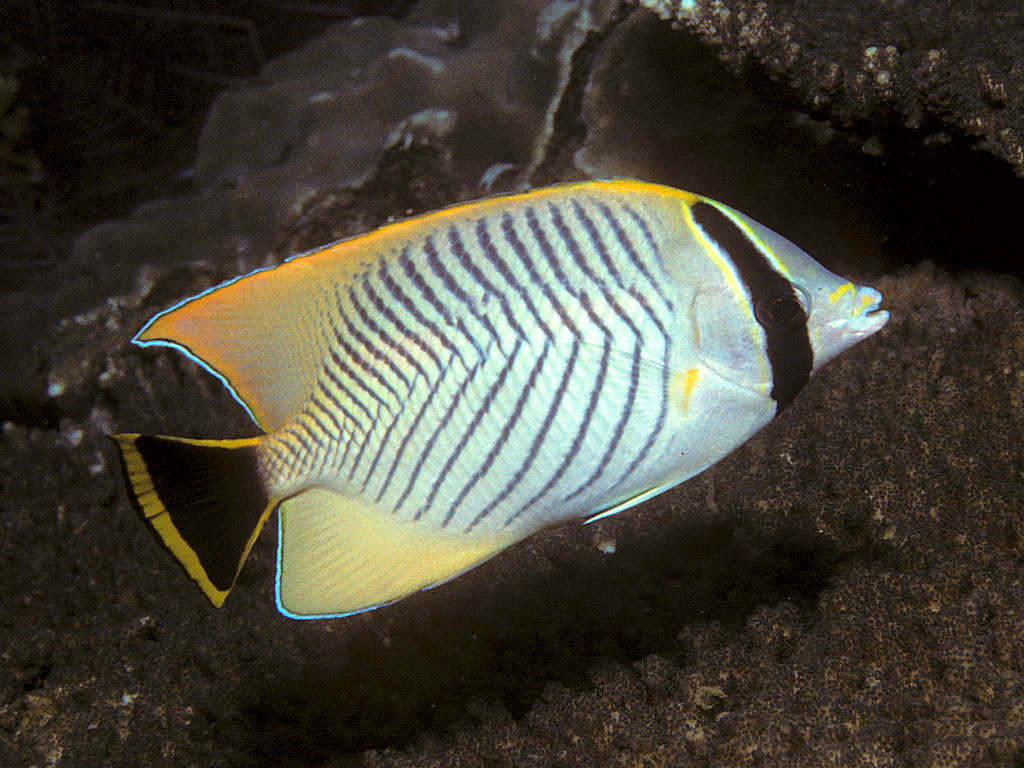
Chaetodon trifascialis
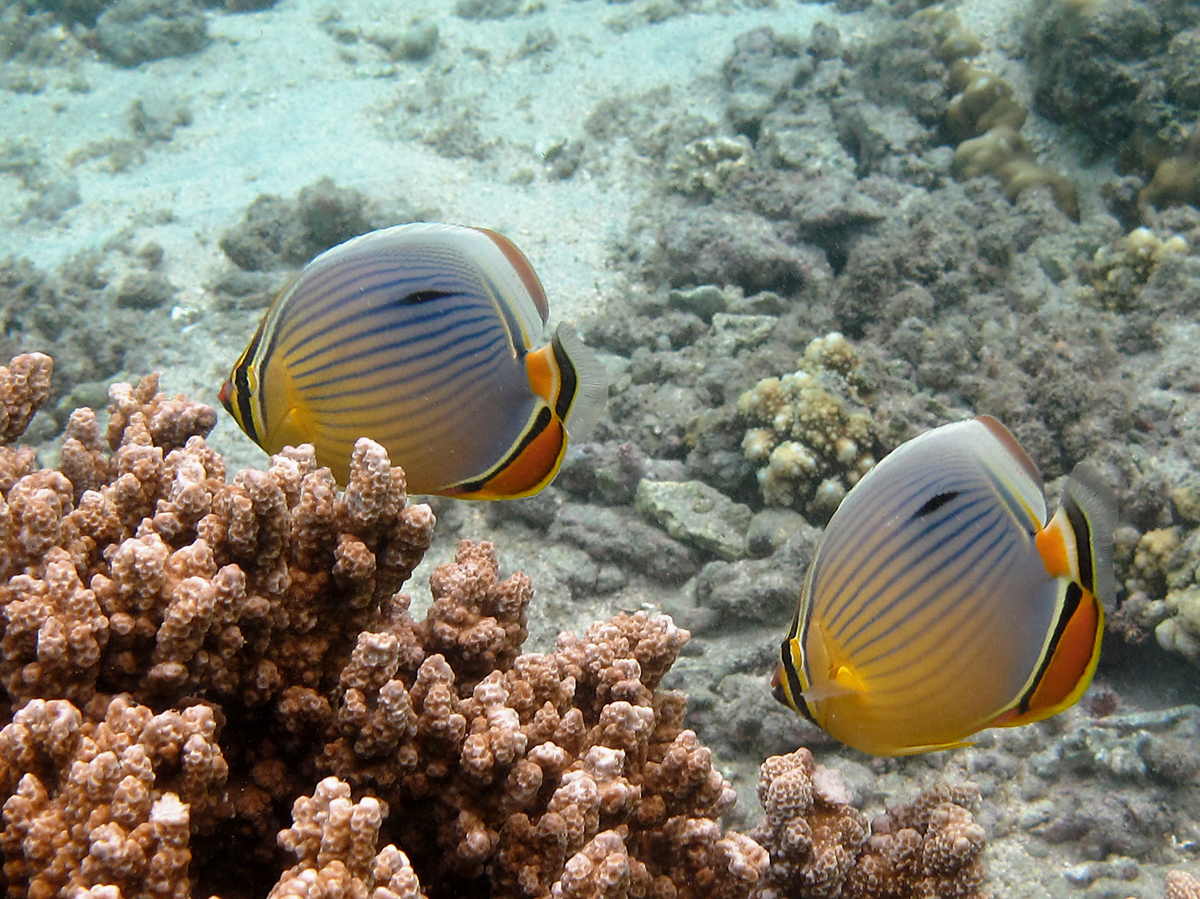
Chaetodon trifasciatus
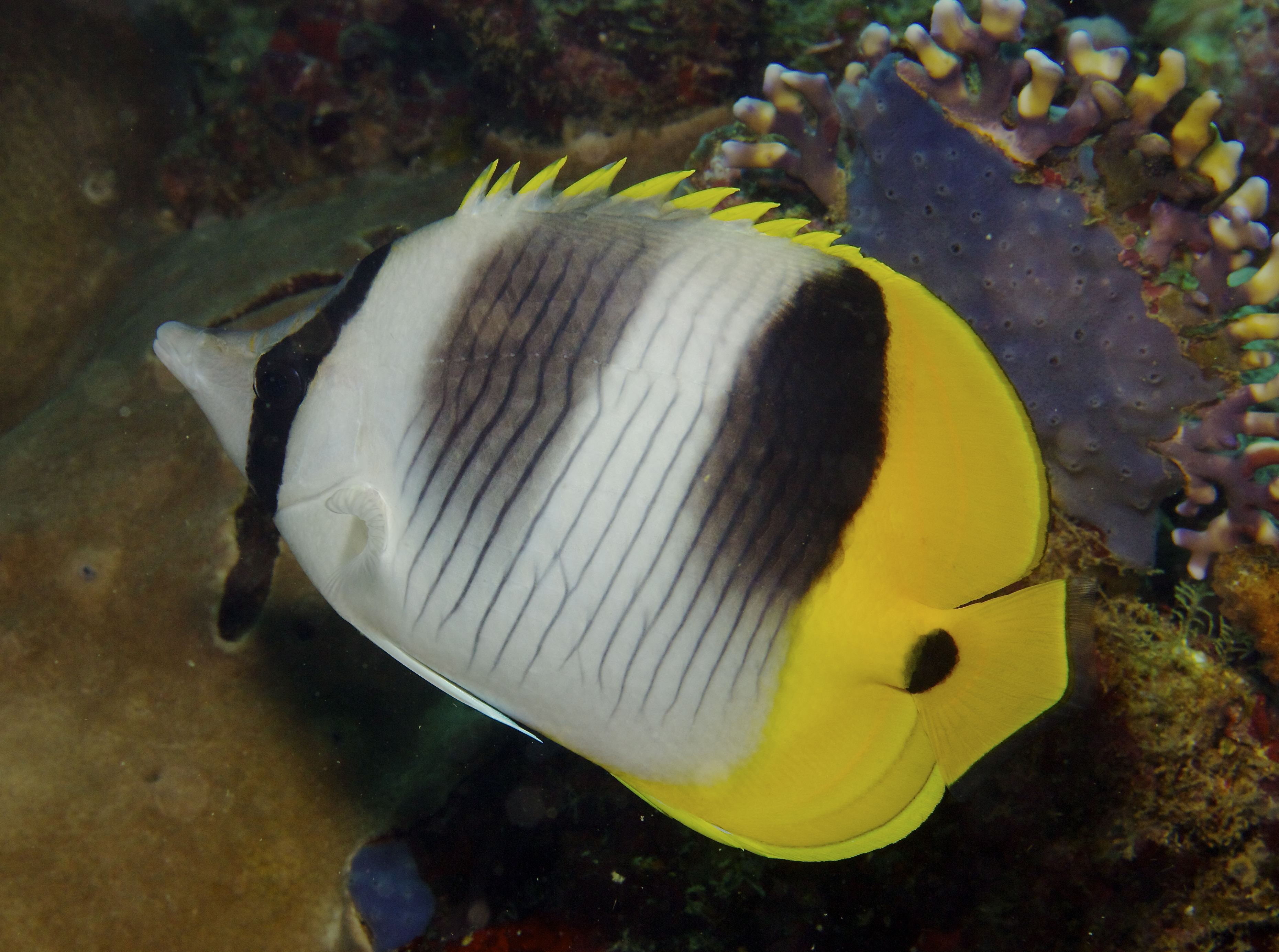
Chaetodon ulietensis
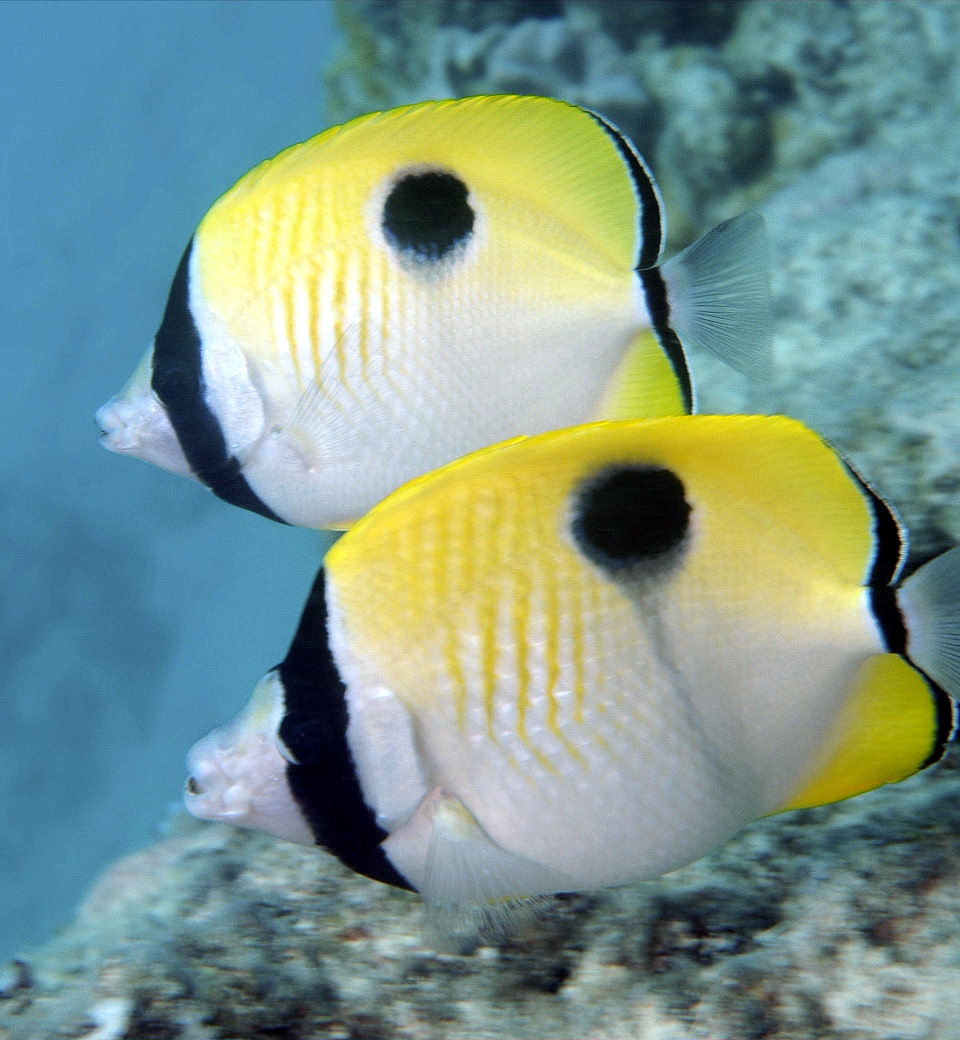
Chaetodon unimaculatus
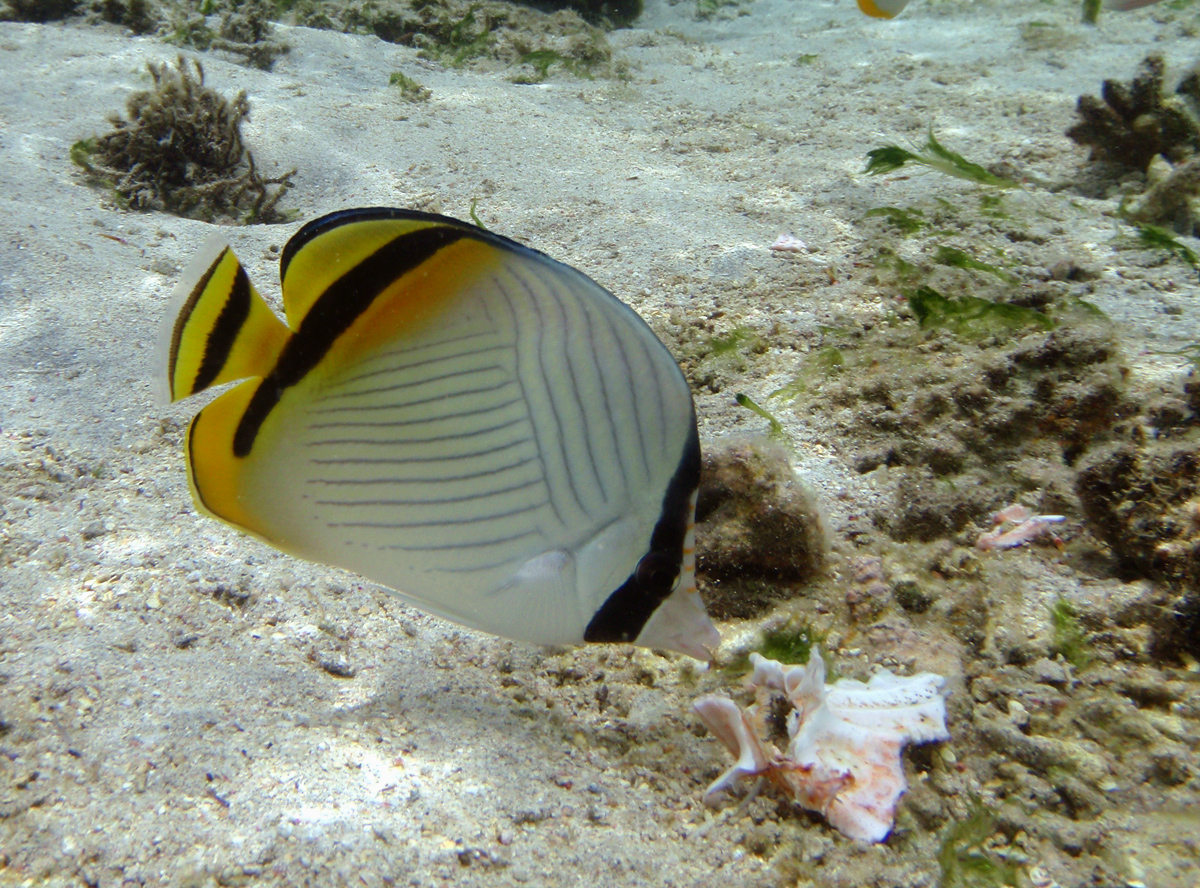
Chaetodon vagabundus
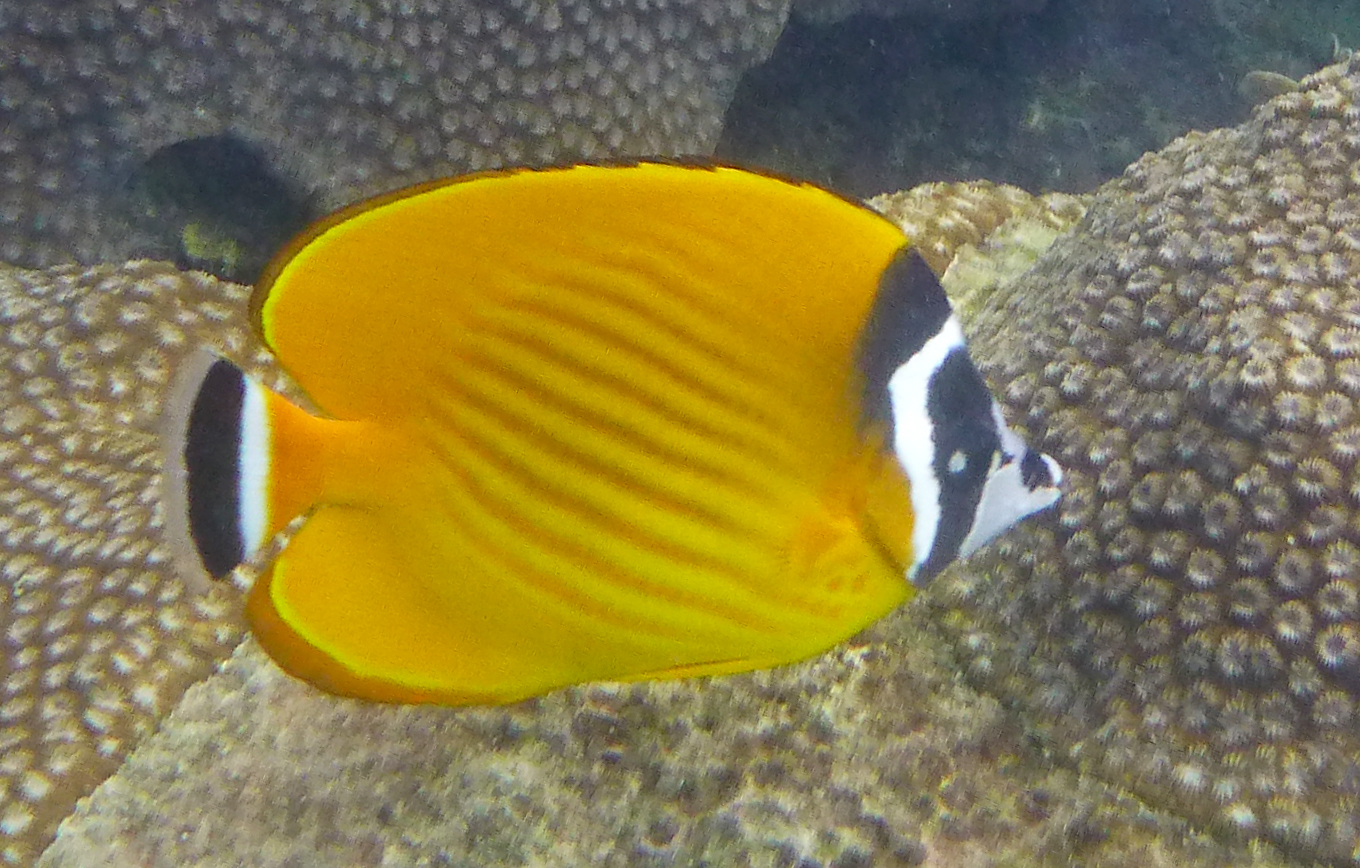
Chaetodon wiebeli
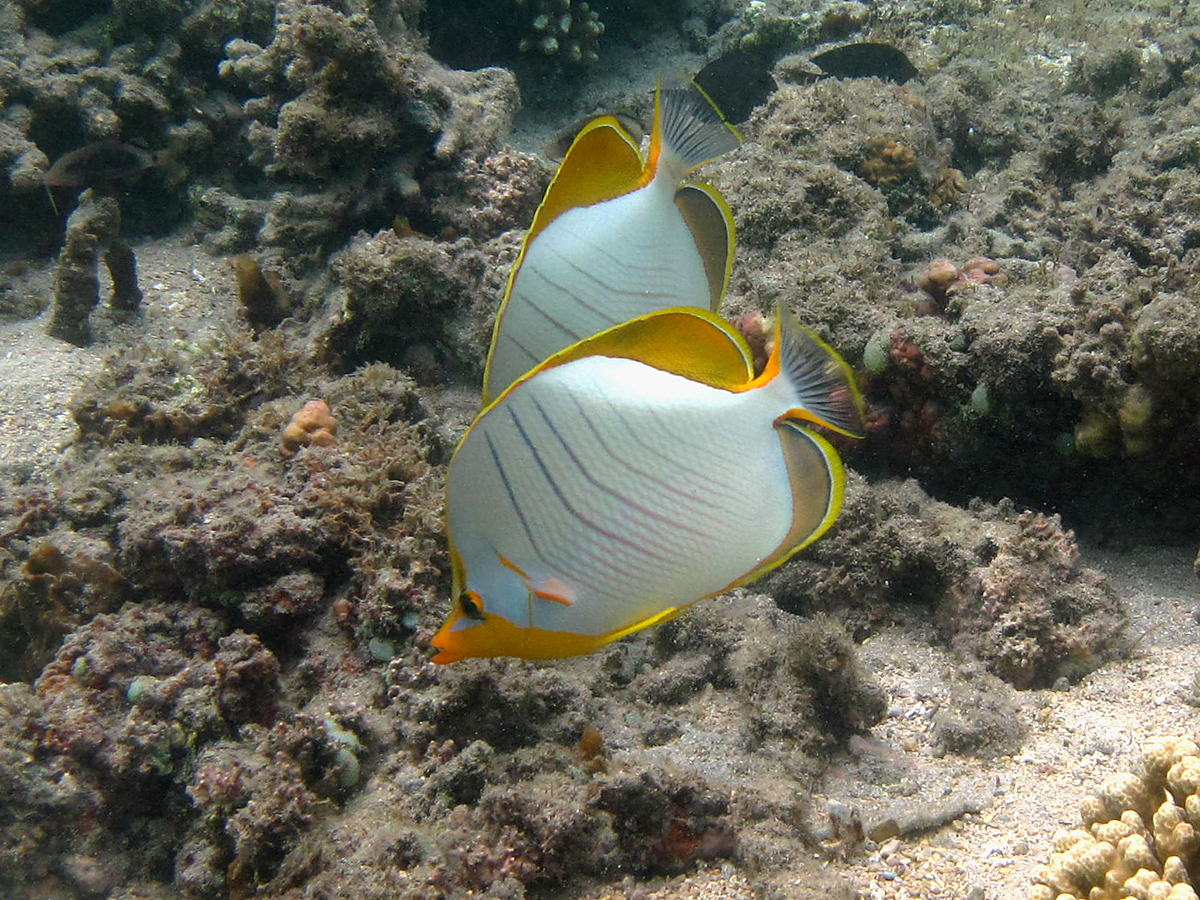
Chaetodon xanthocephalus
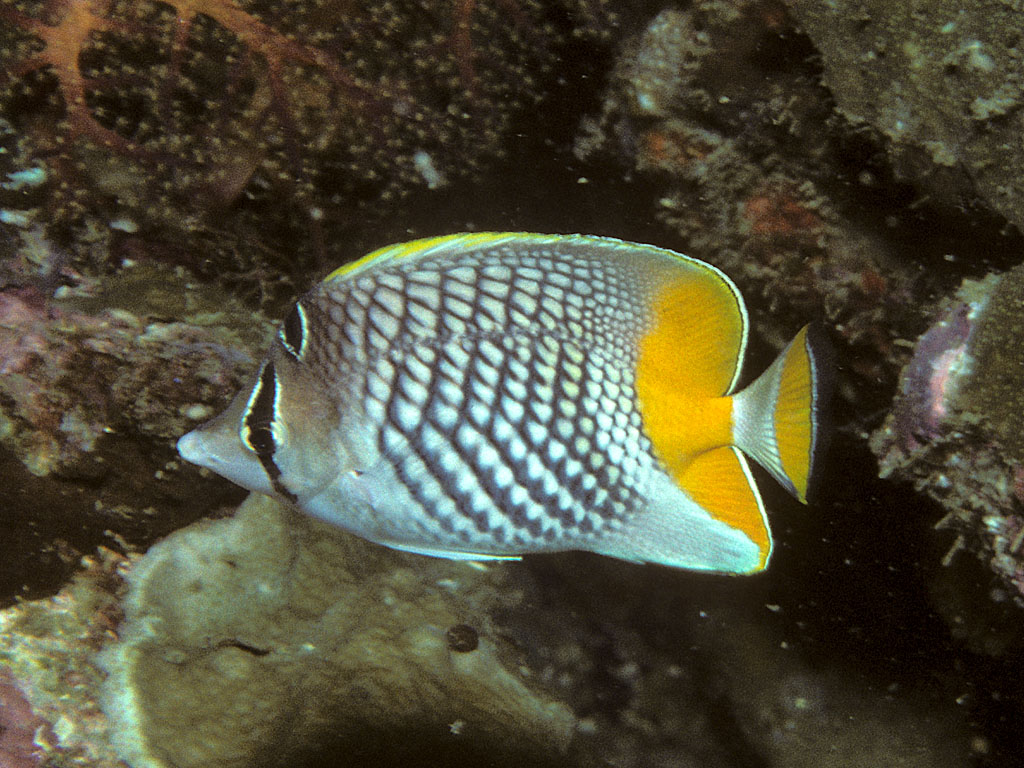
Chaetodon xanthurus
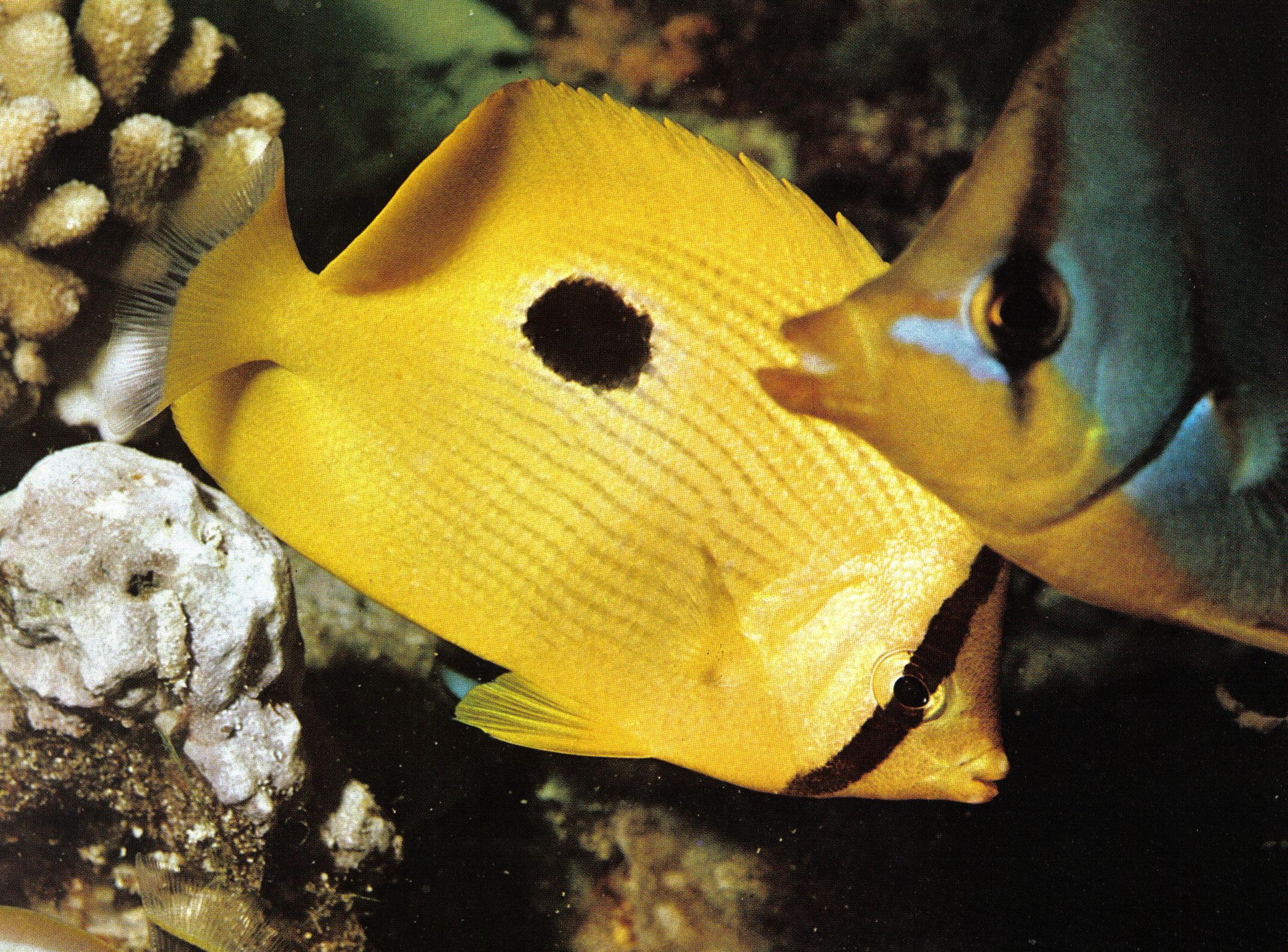
Chaetodon zanzibarensis